# تساغکونک، گغارکونیک
تساغکونک (به ارمنی: Ծաղկունք) یک روستا در ارمنستان است که در استان گغارکونیک واقع شده‌است.  در  کیلومتری شمال گاوار، مرکز استان گغارکونیک واقع شده است.

## خصوصیات
تساغکونک ۱٬۰۱۴ نفر جمعیت دارد و در ارتفاع  متر بالاتر از سطح دریا قرار گرفته است.

## جاذبه‌های تاریخی

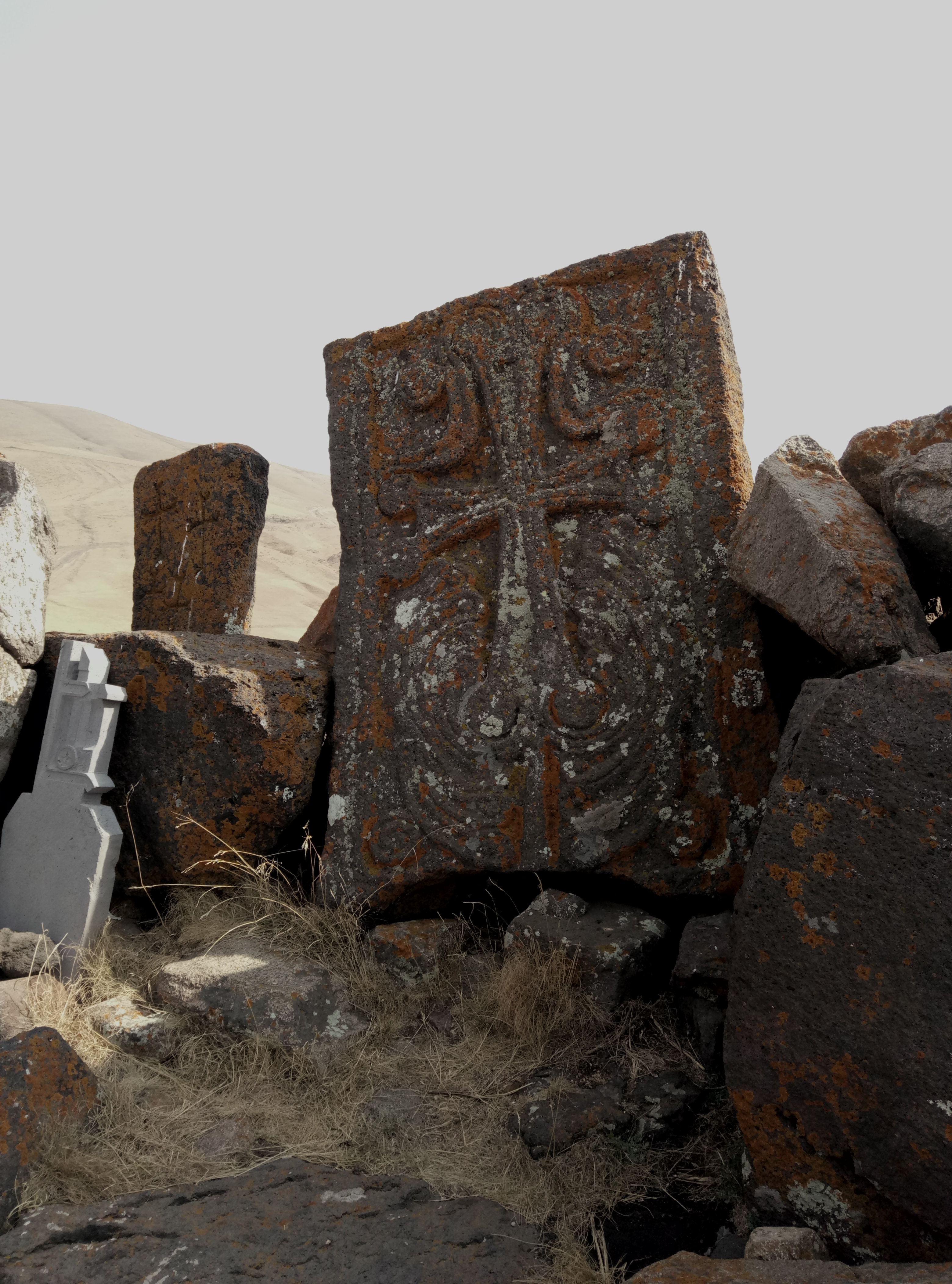
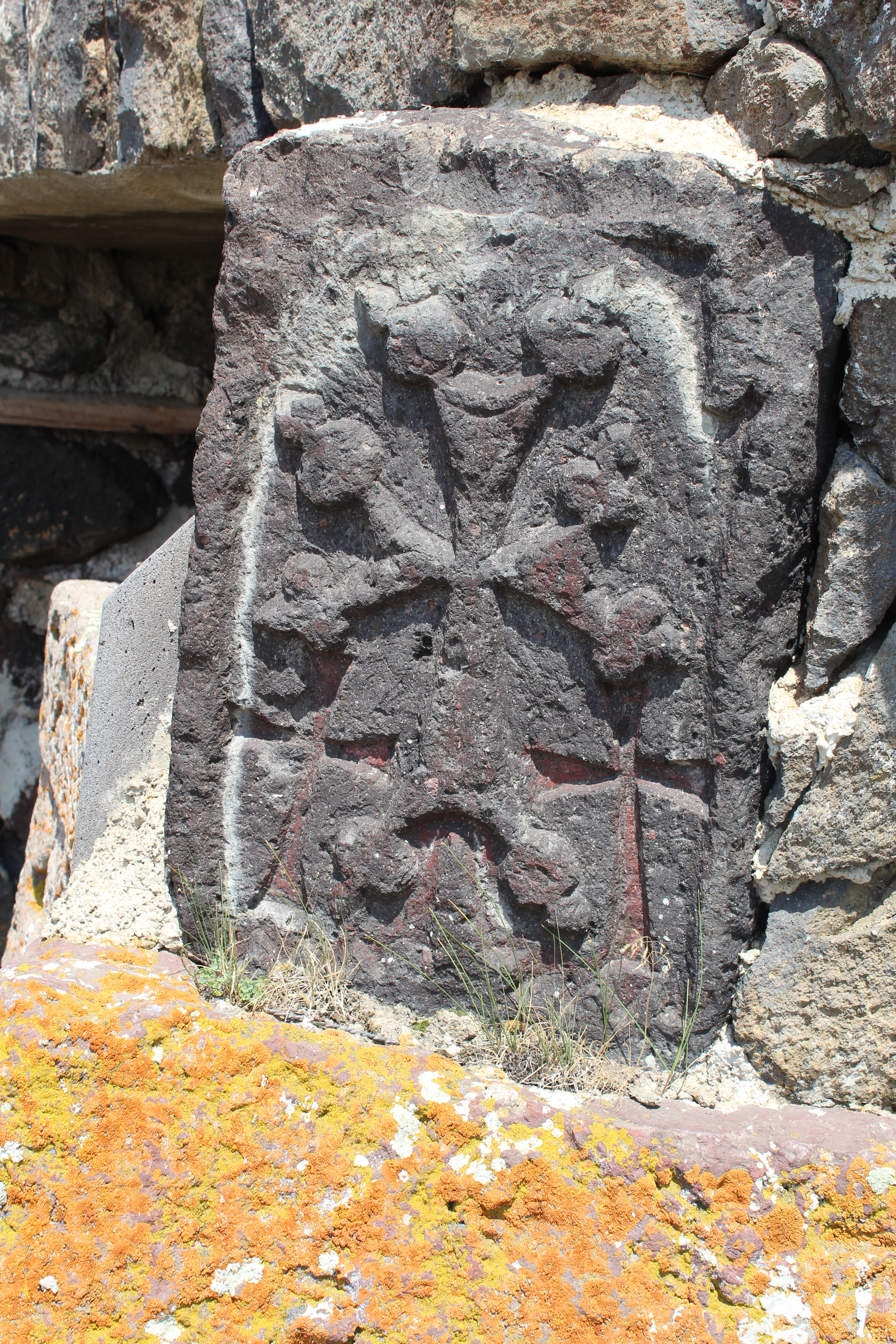
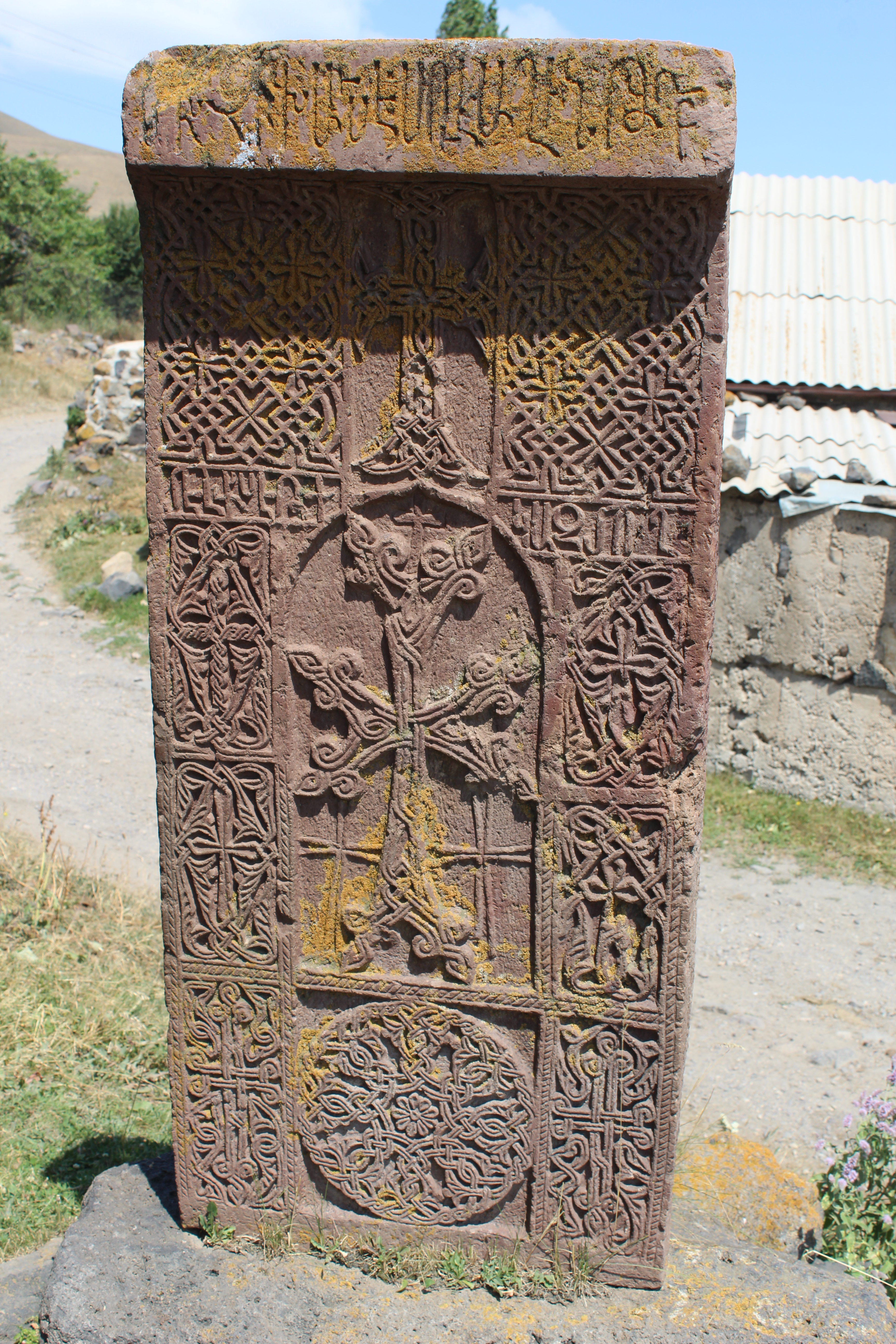
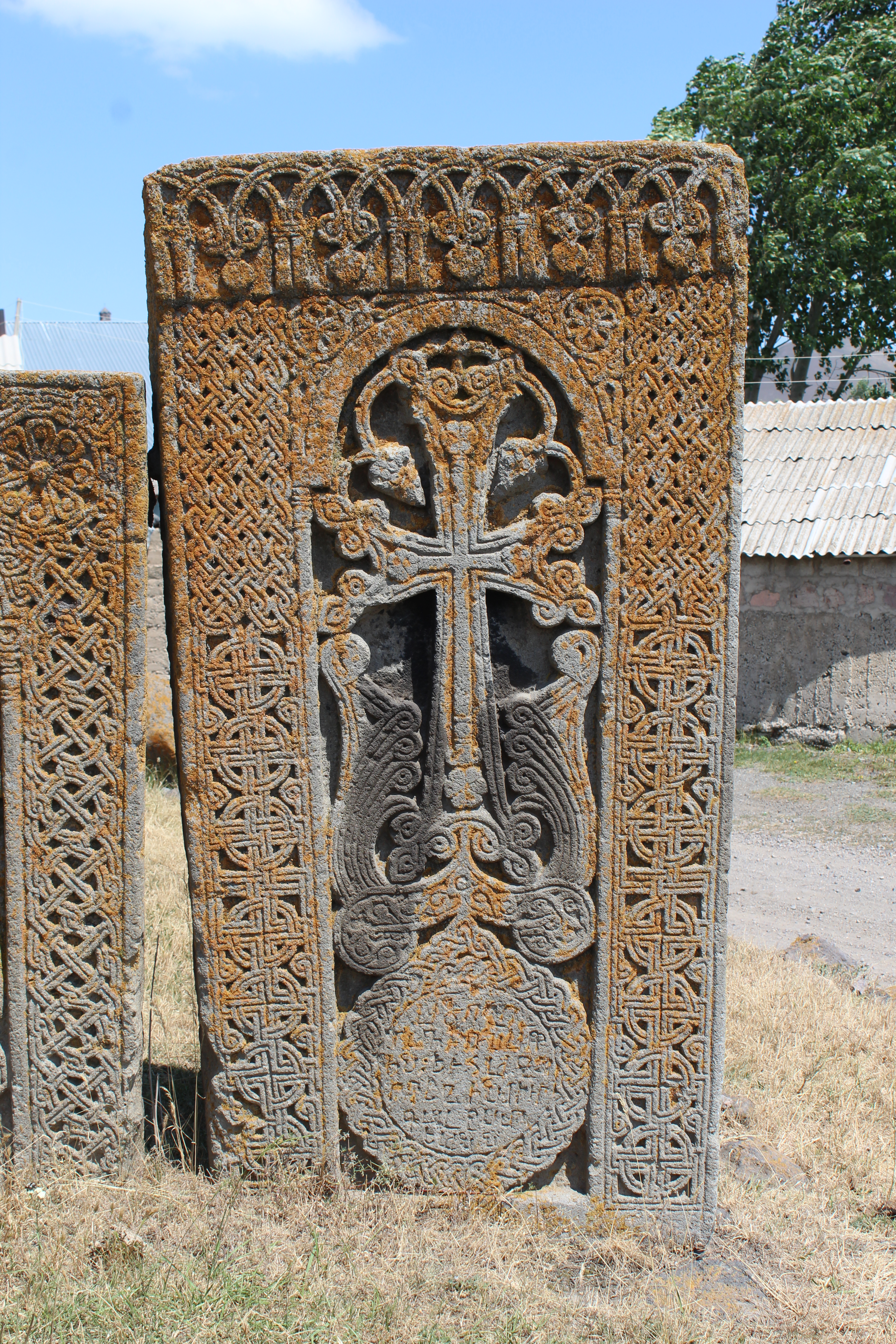
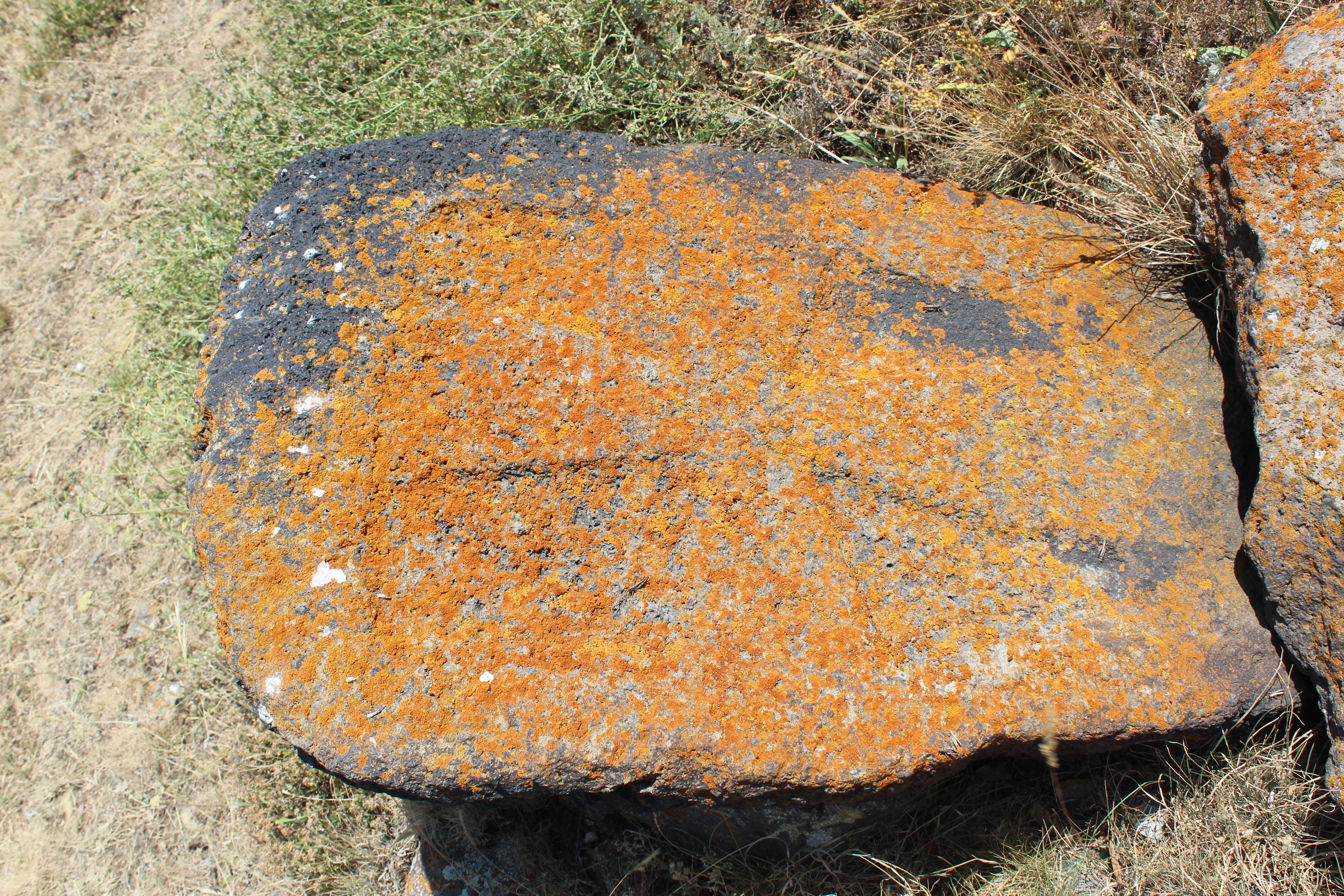
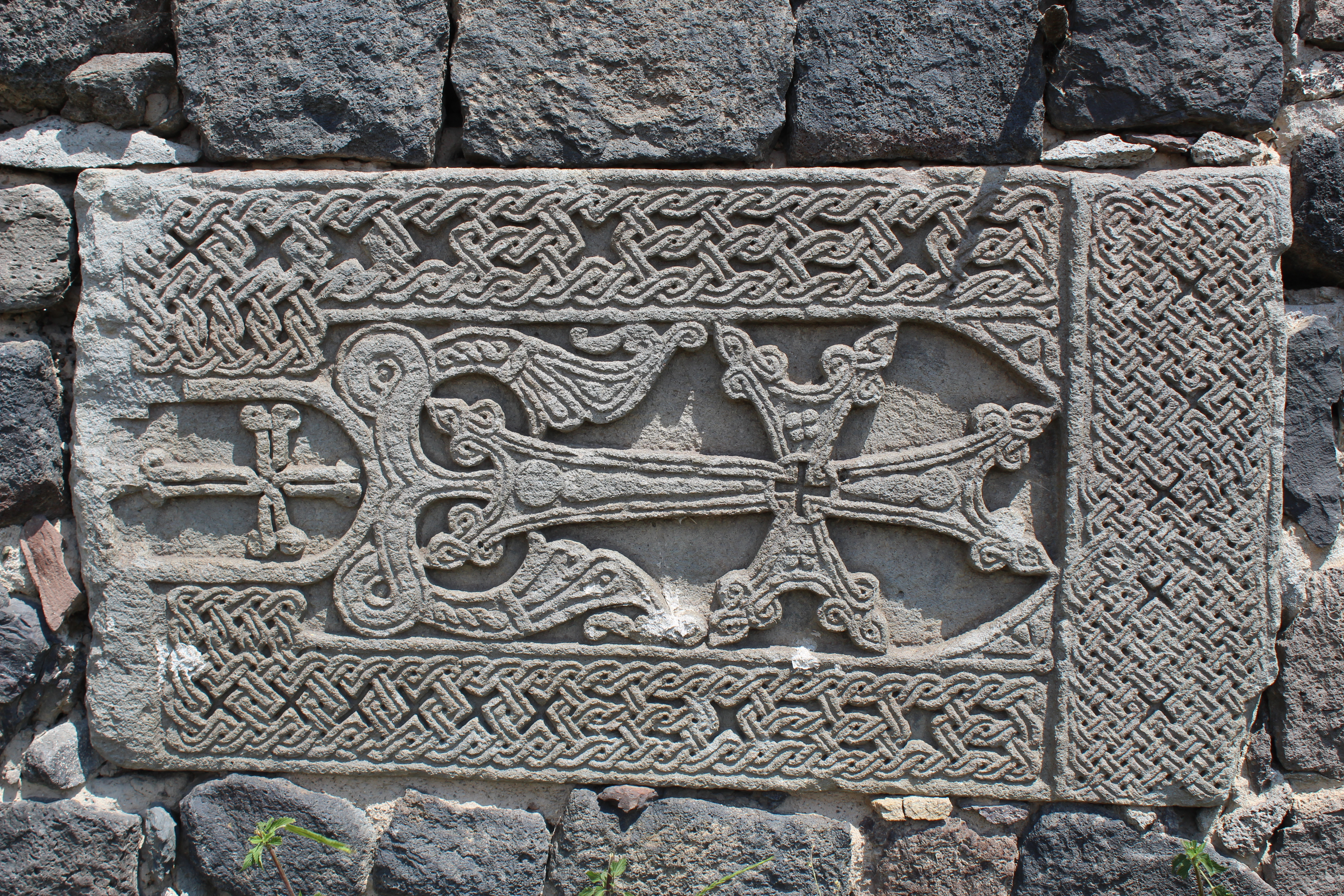
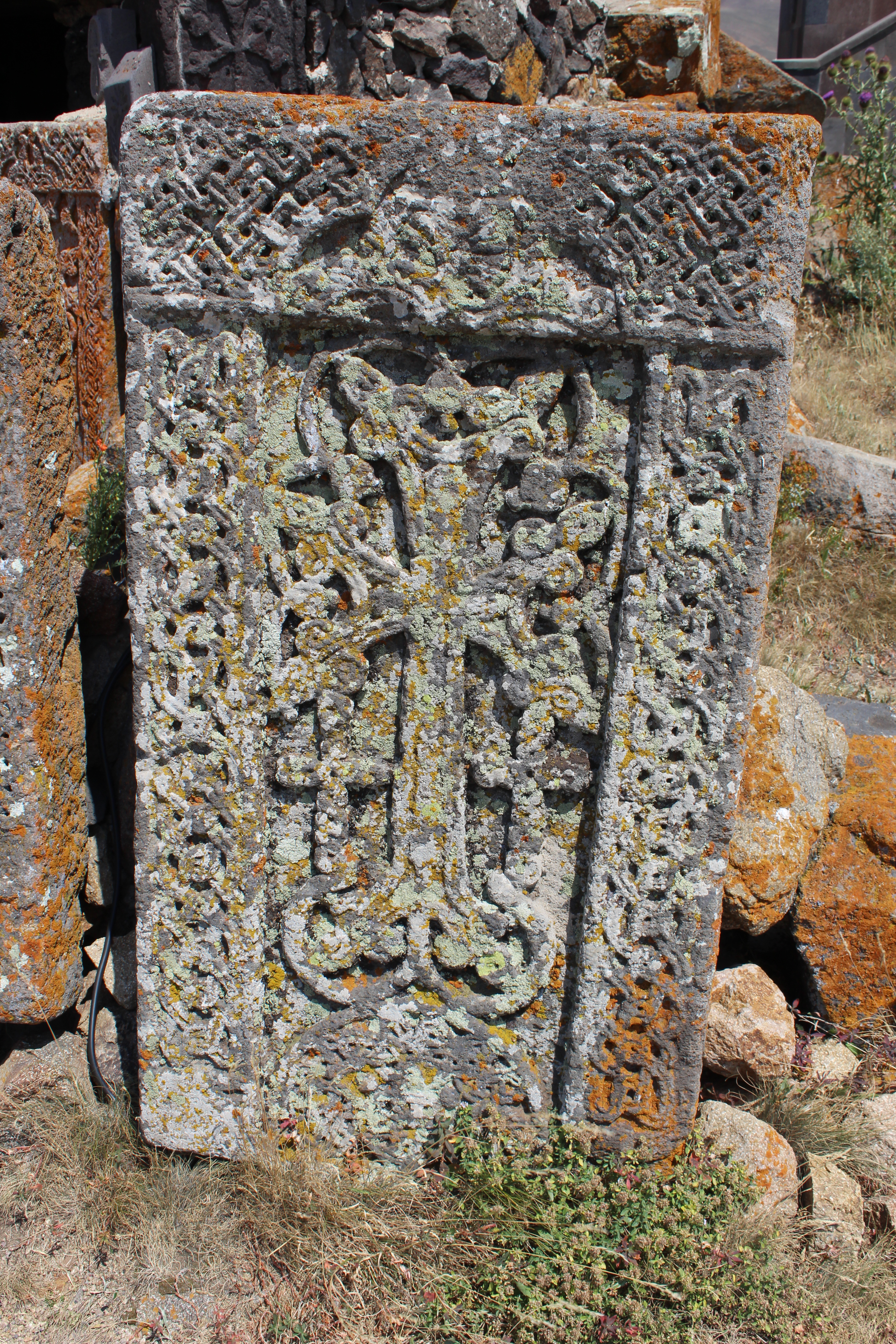
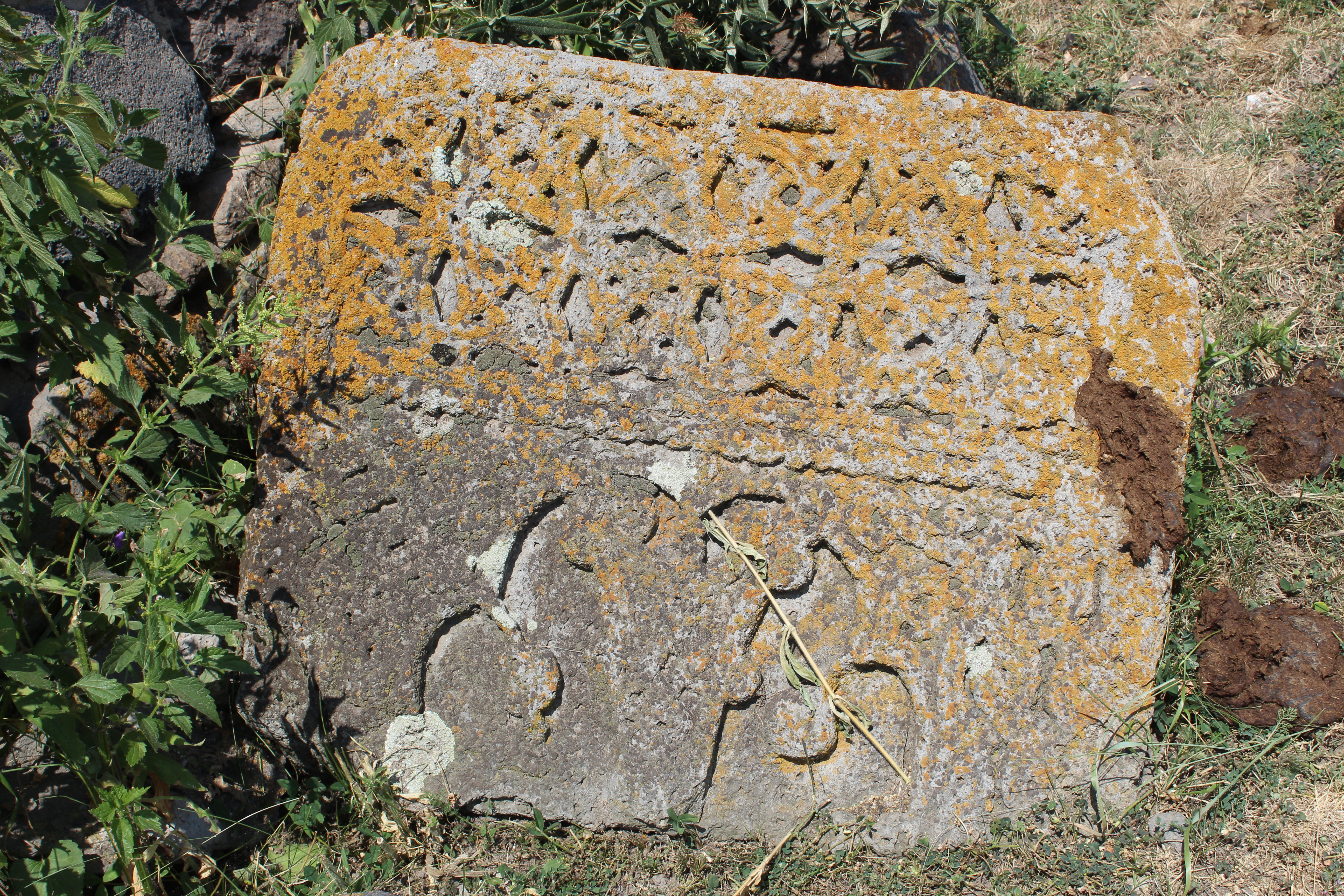
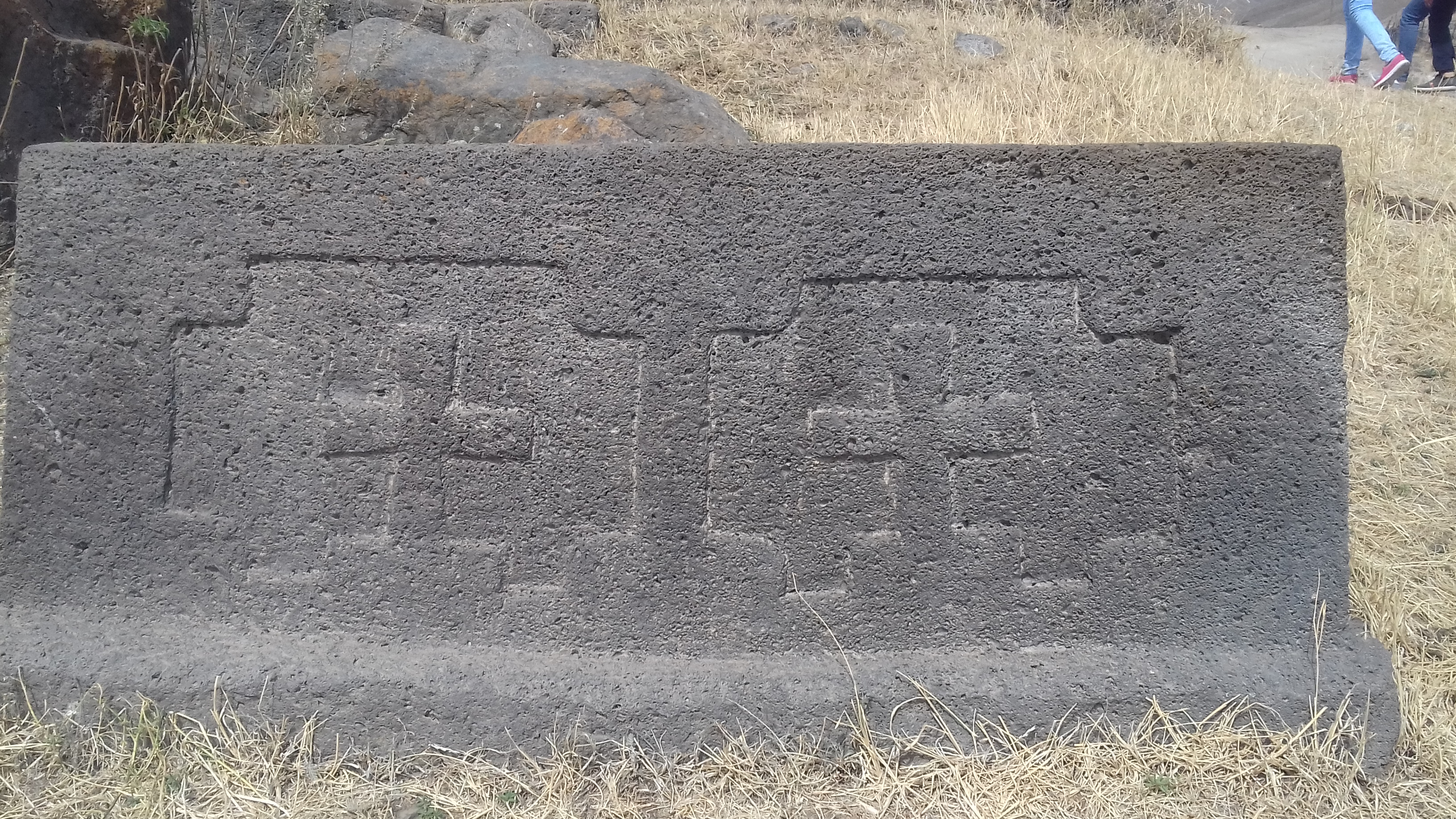
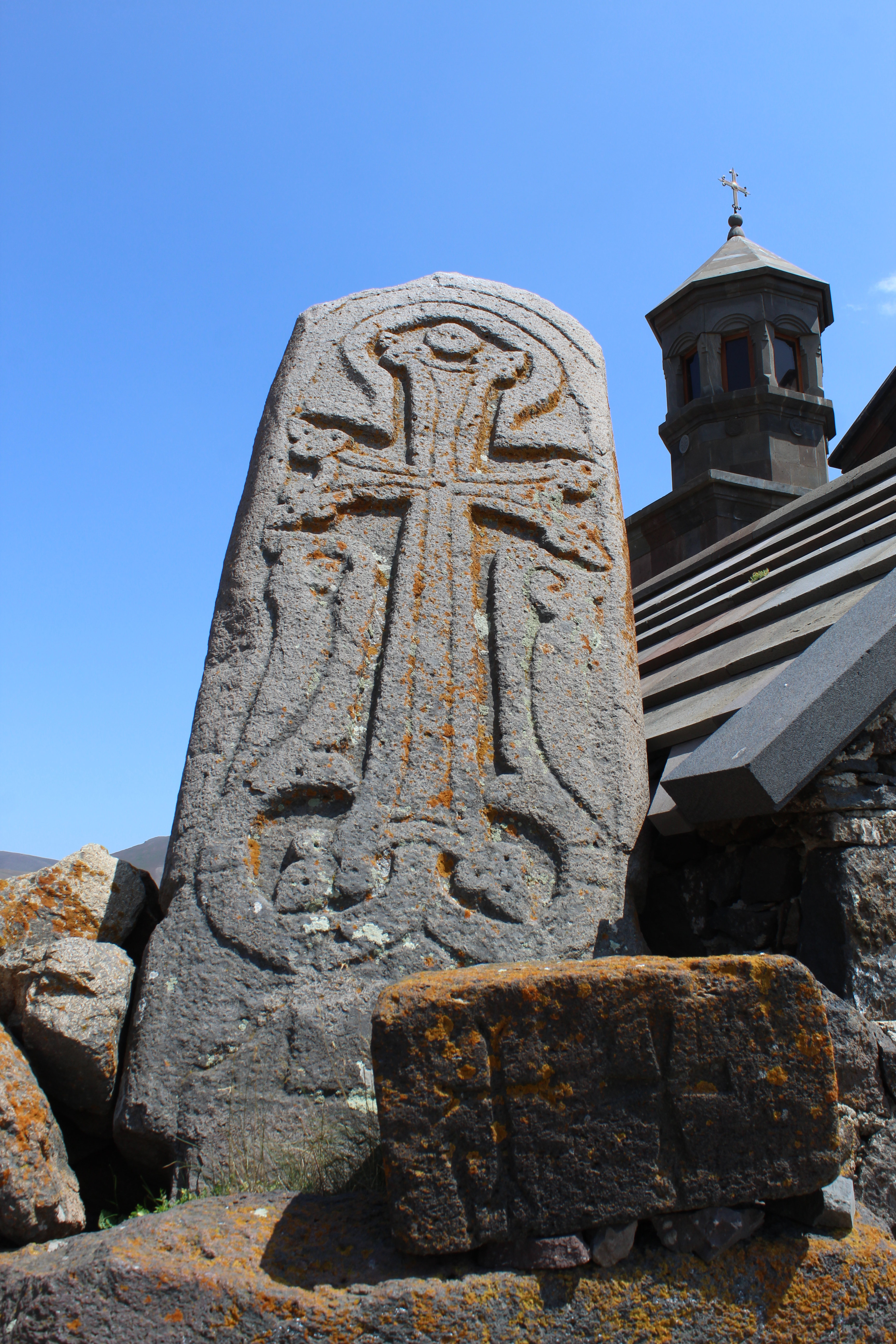
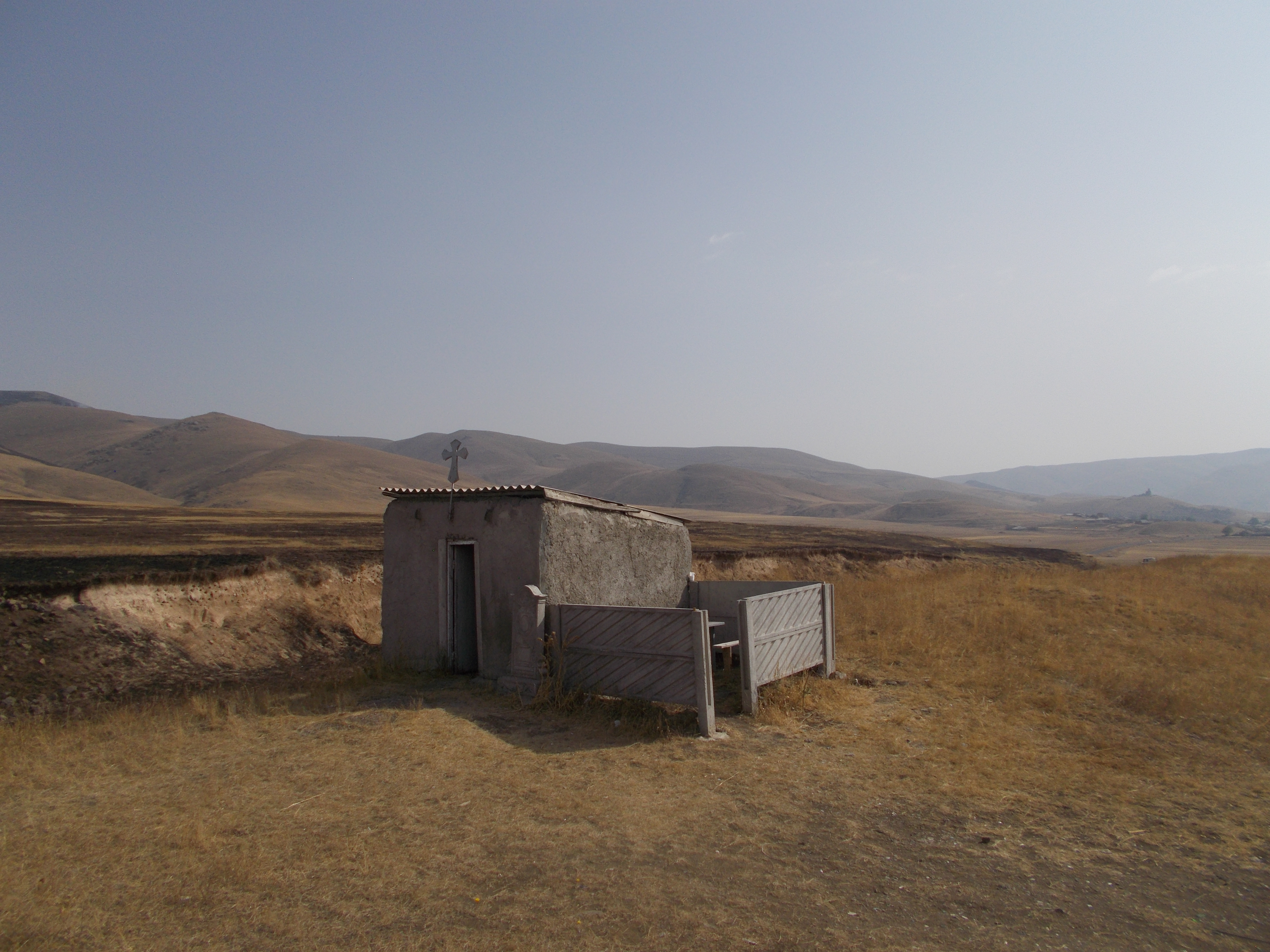
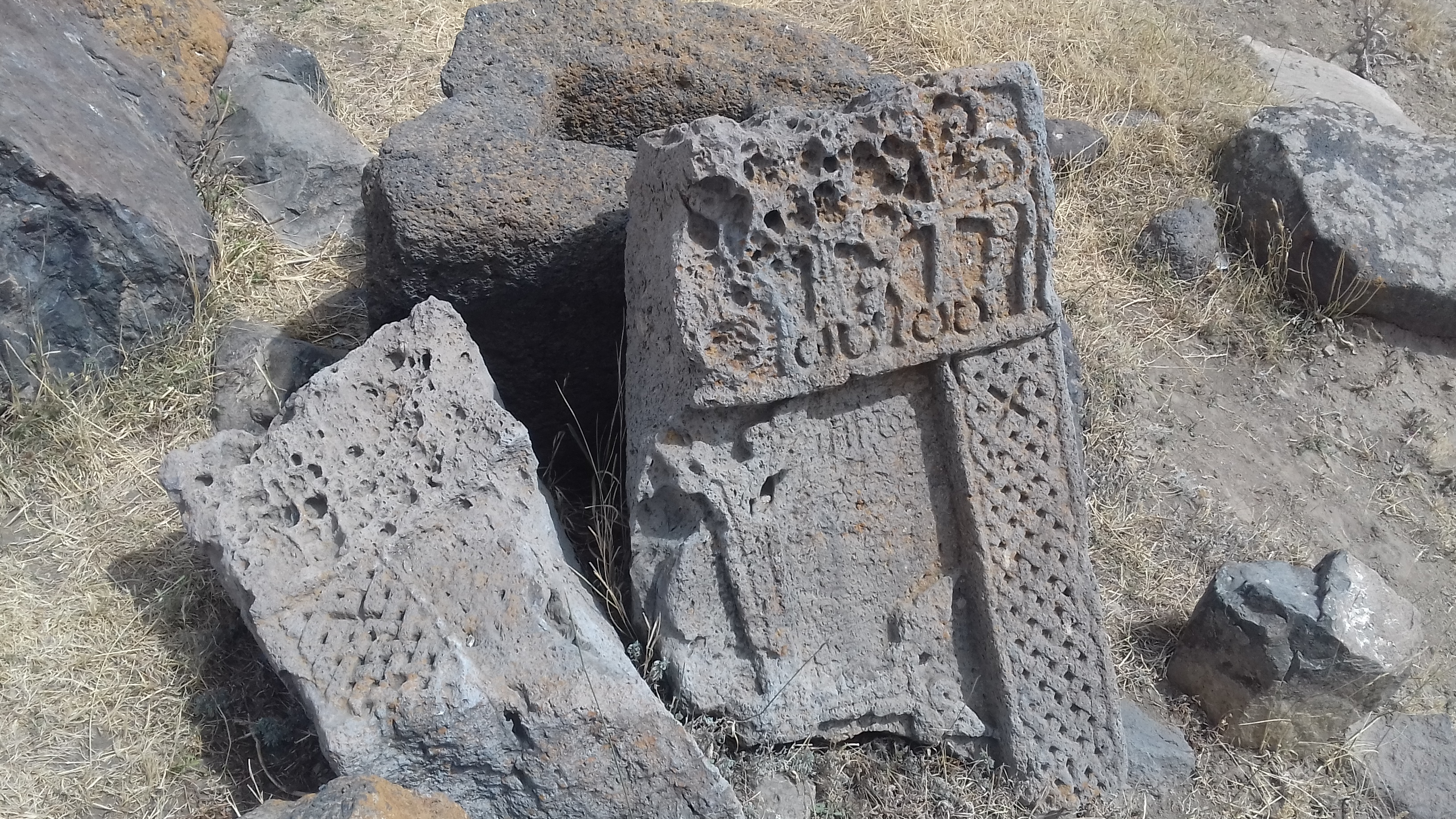
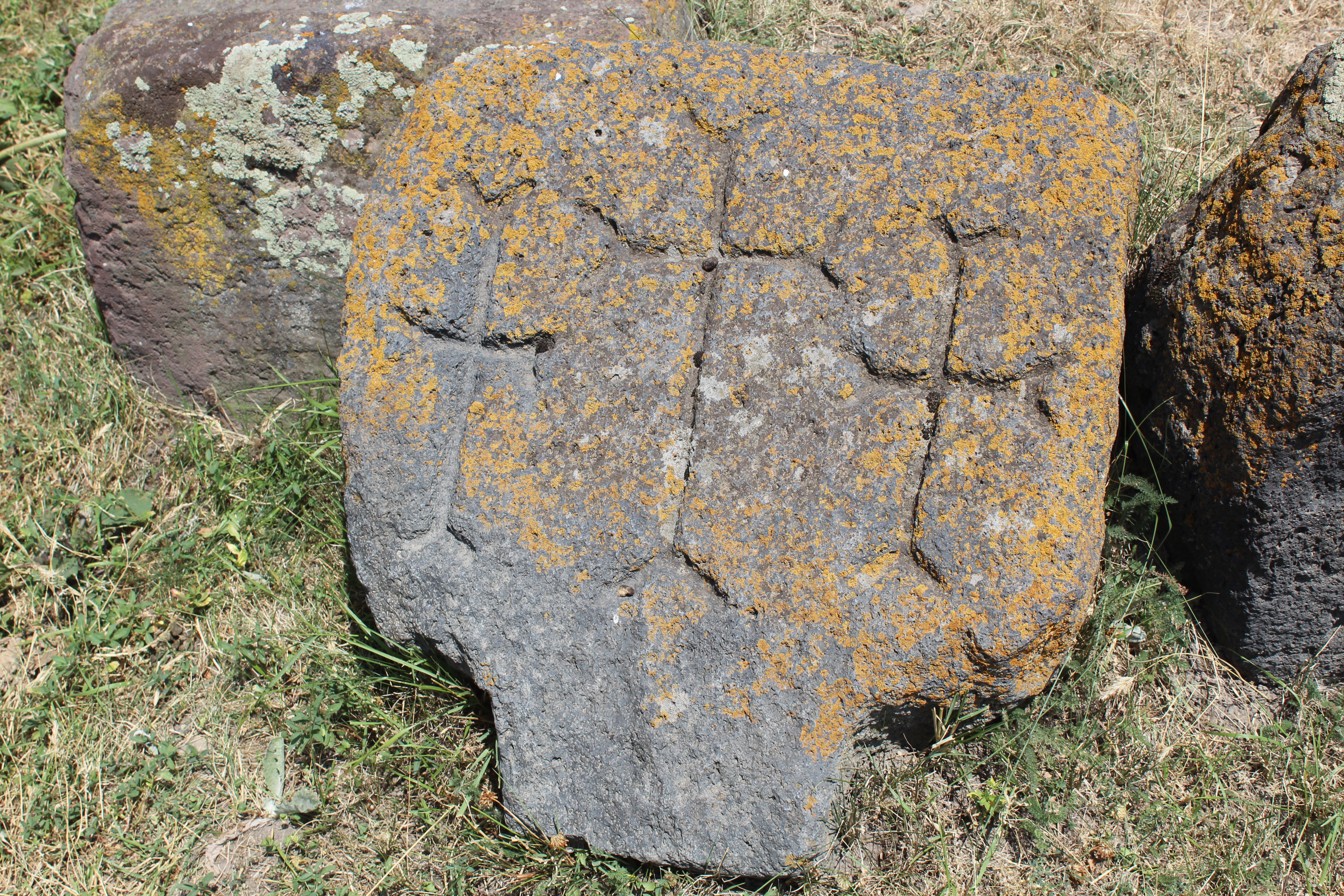
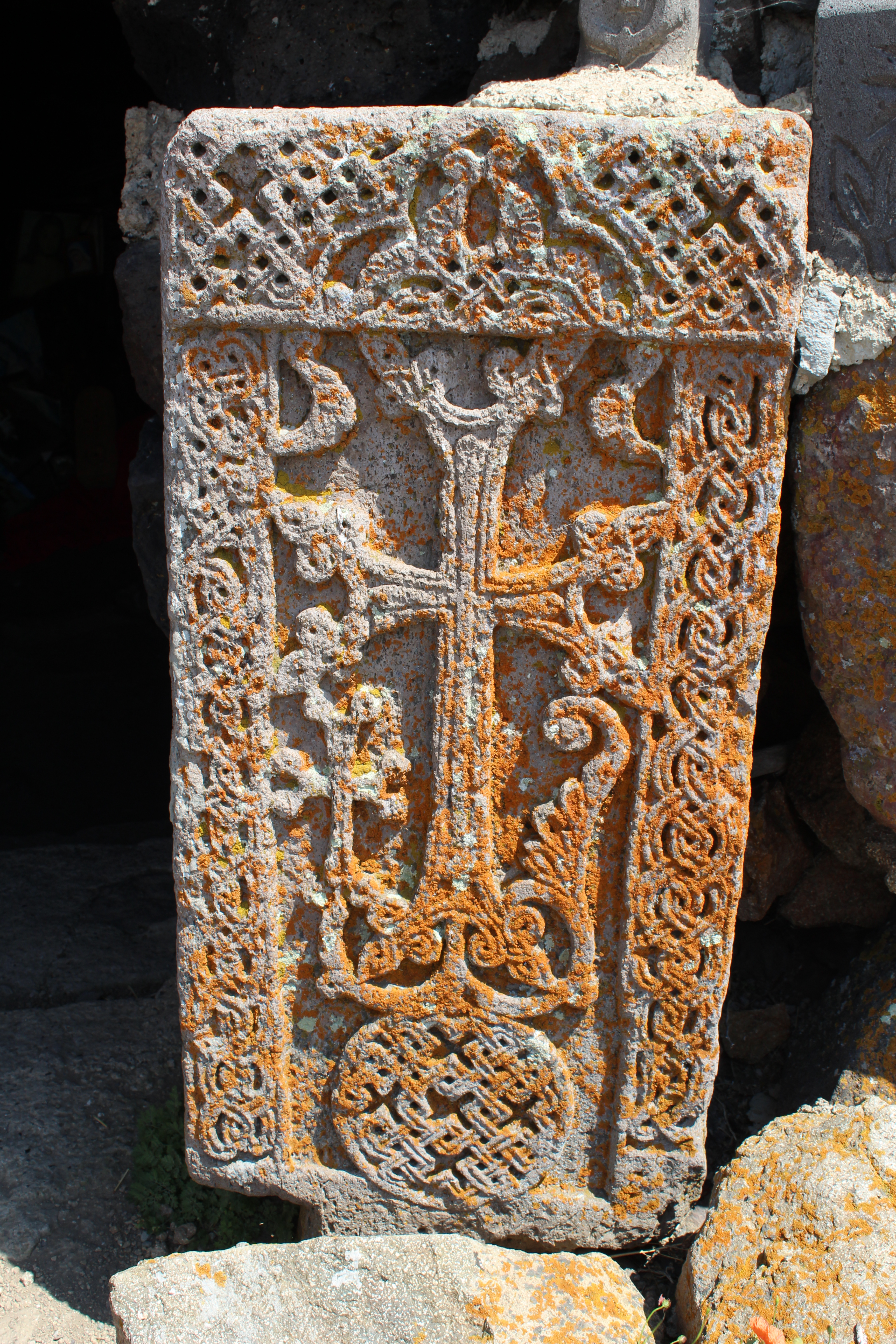
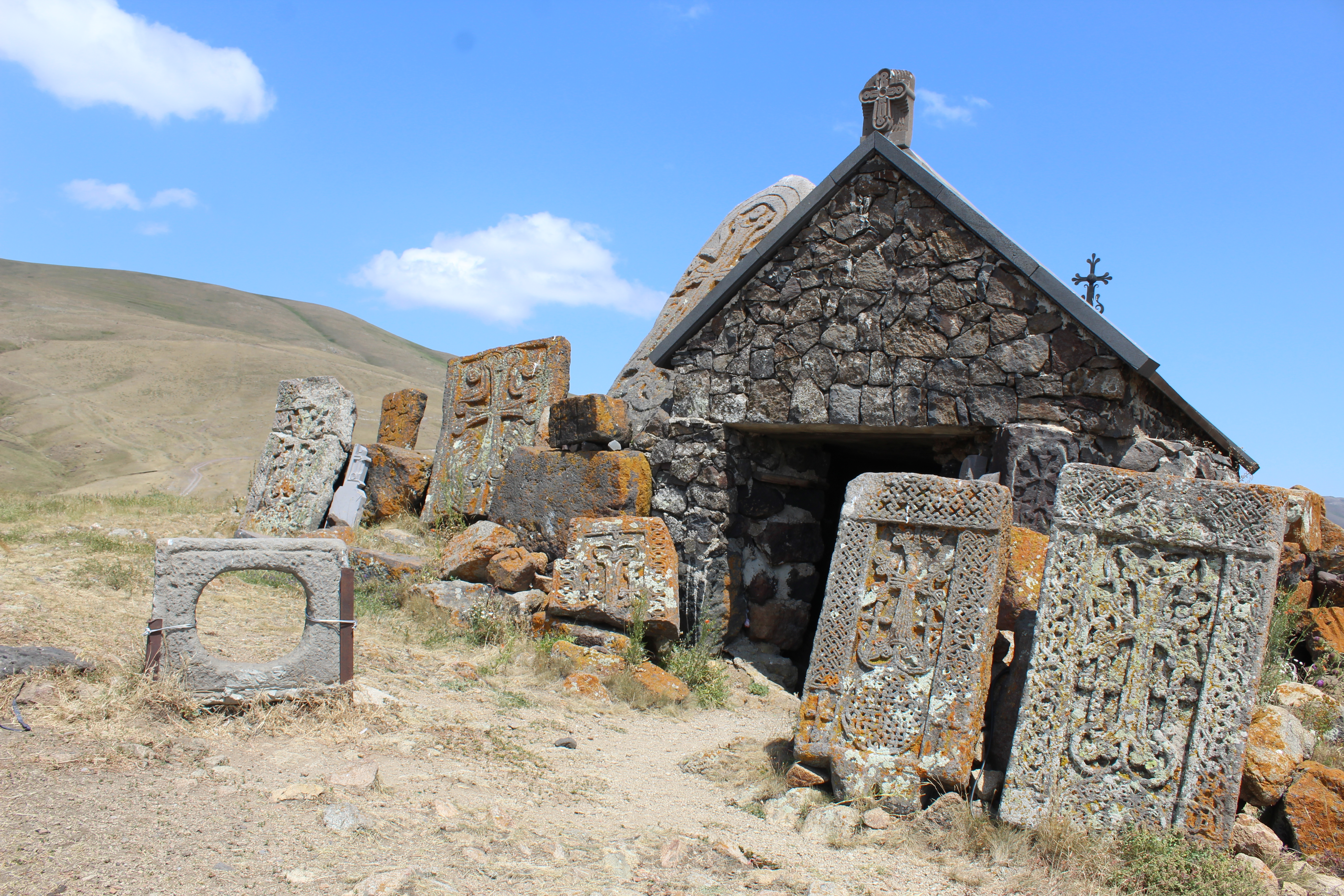
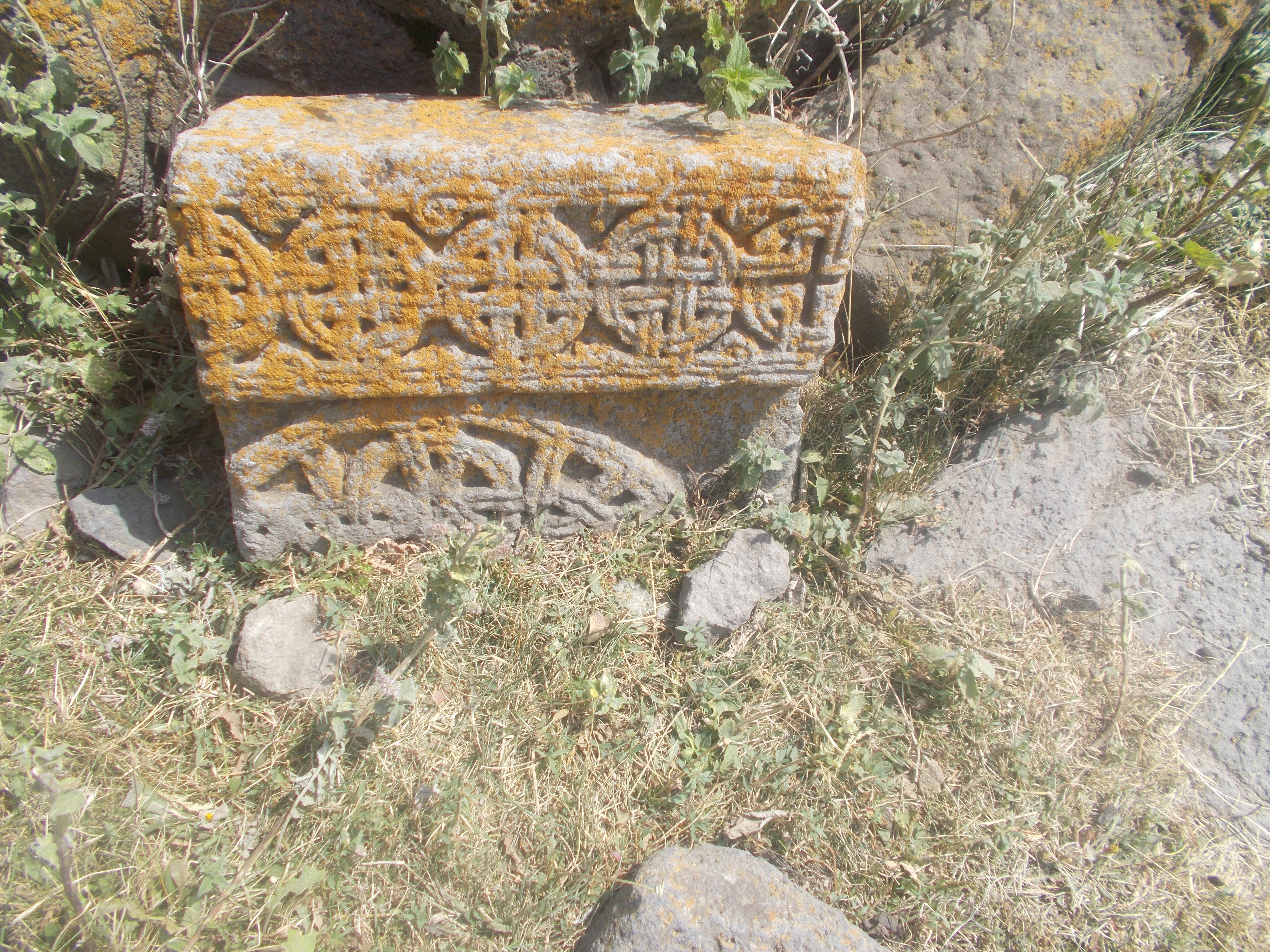
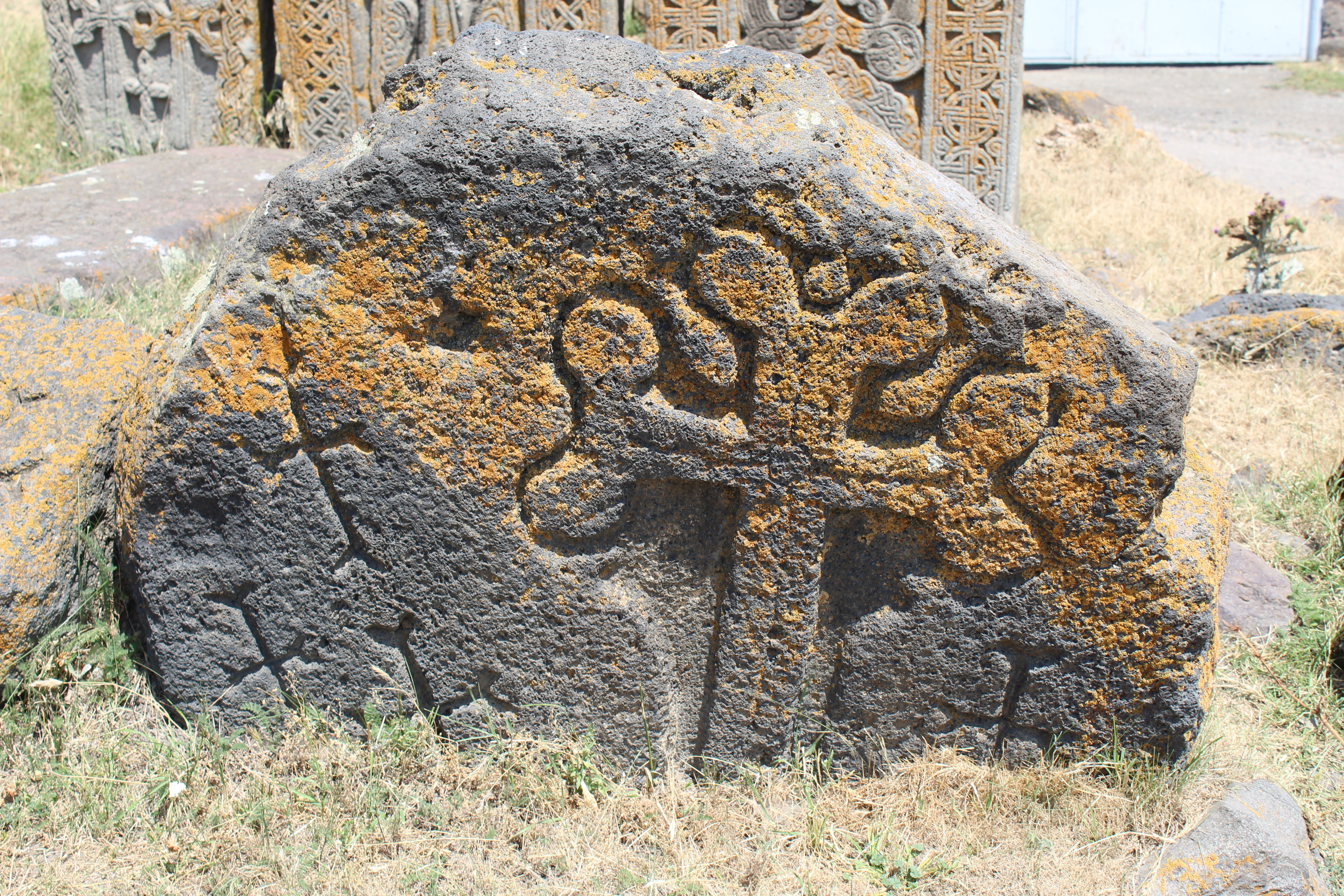
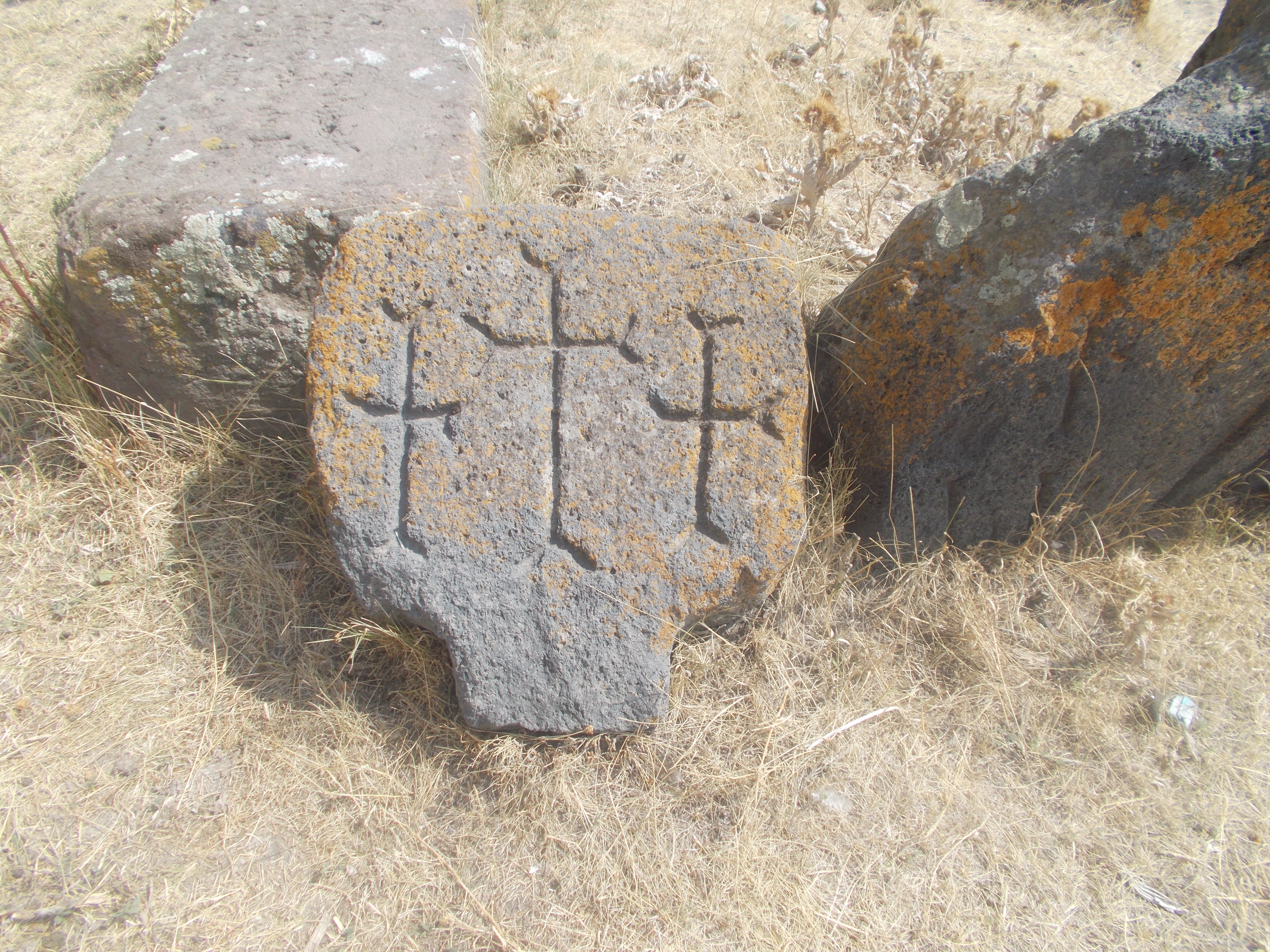
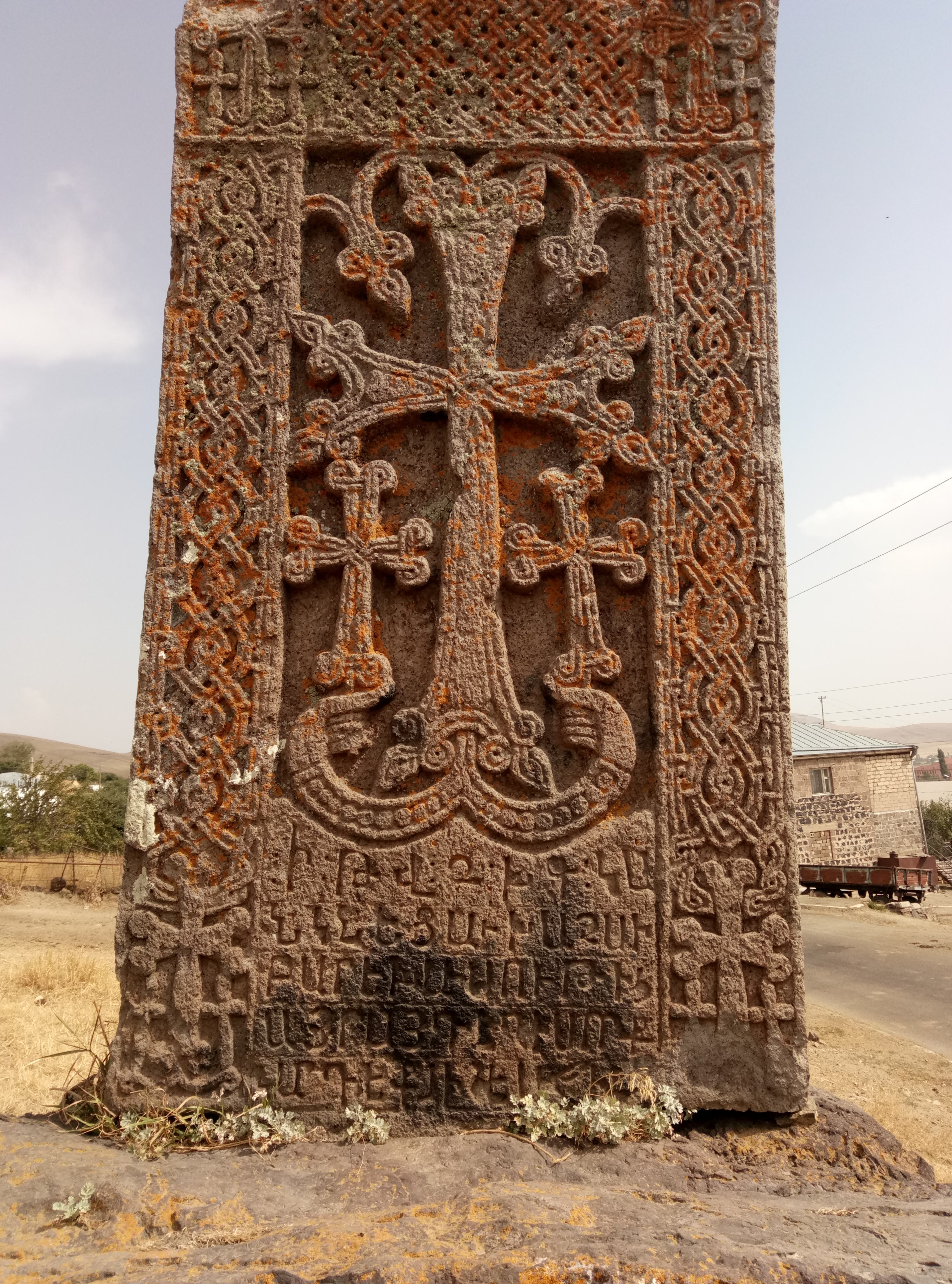
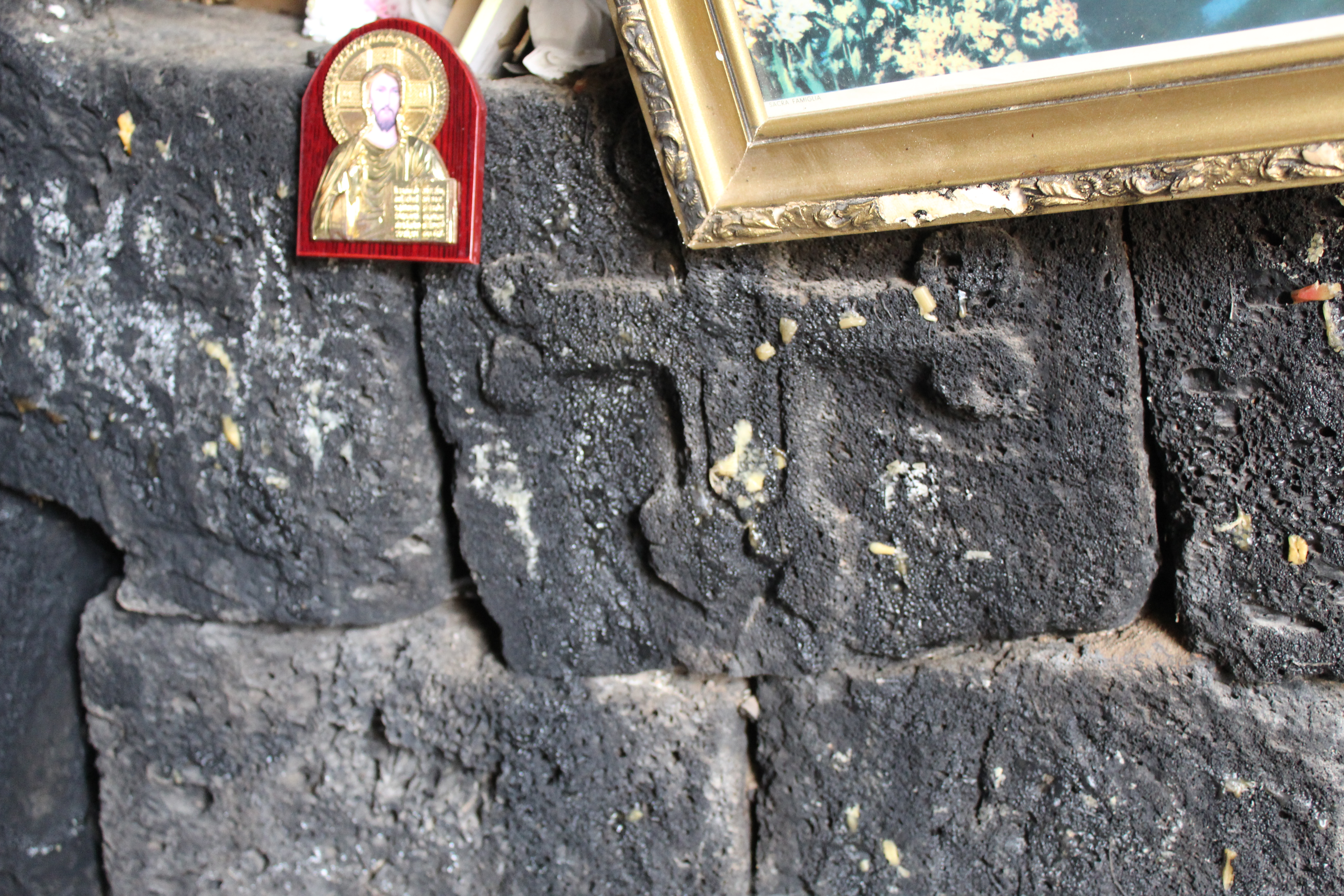
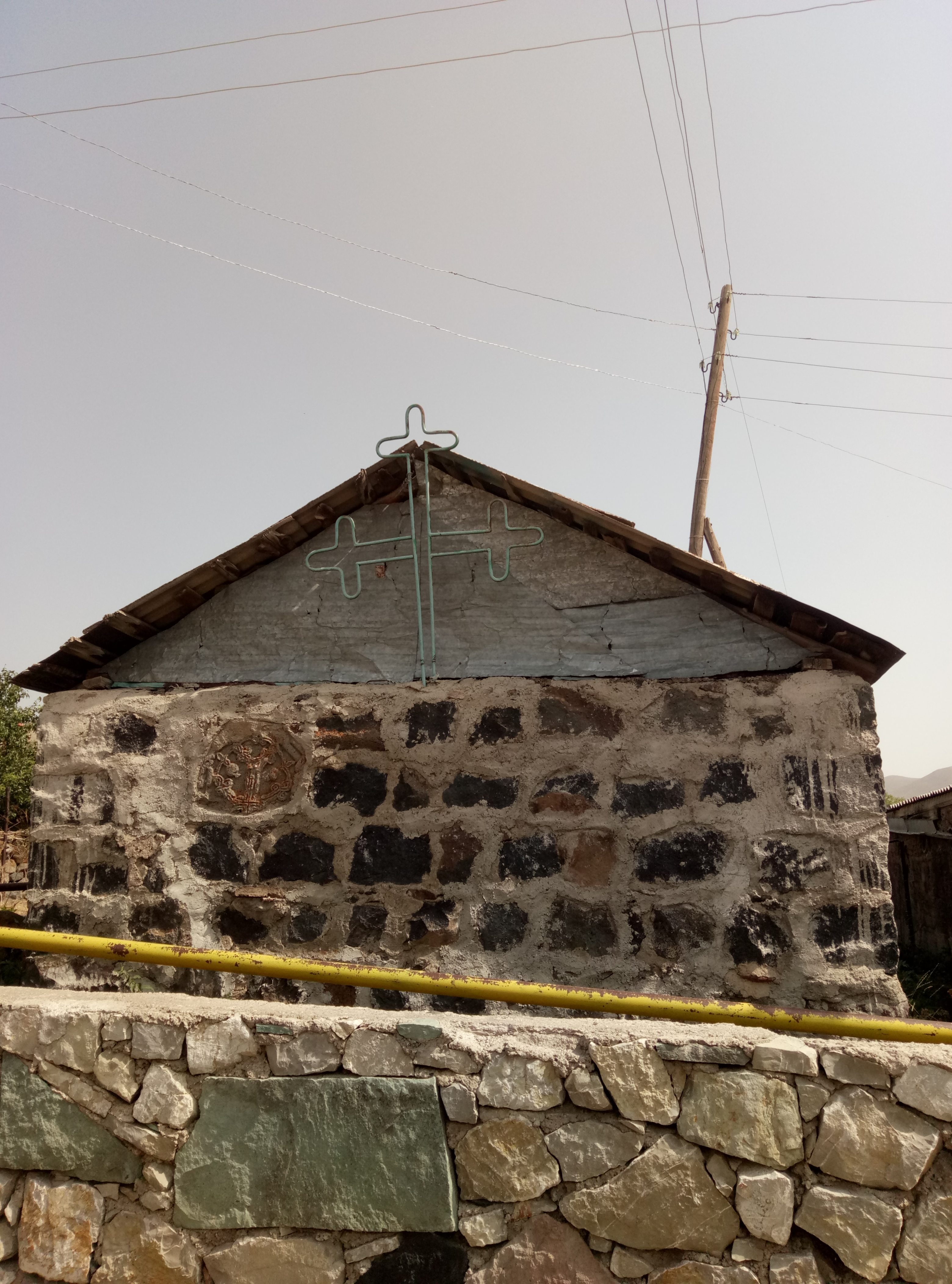
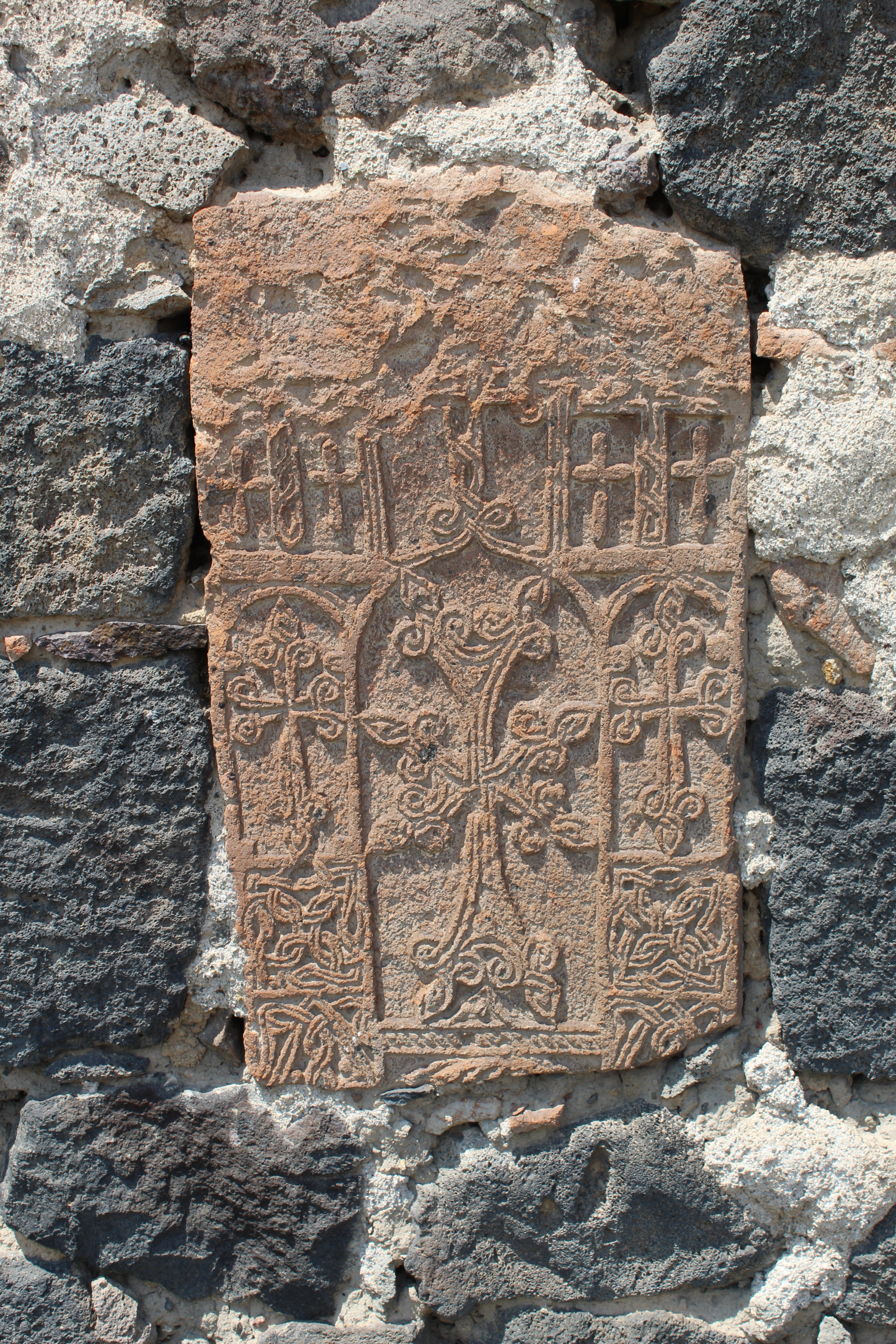
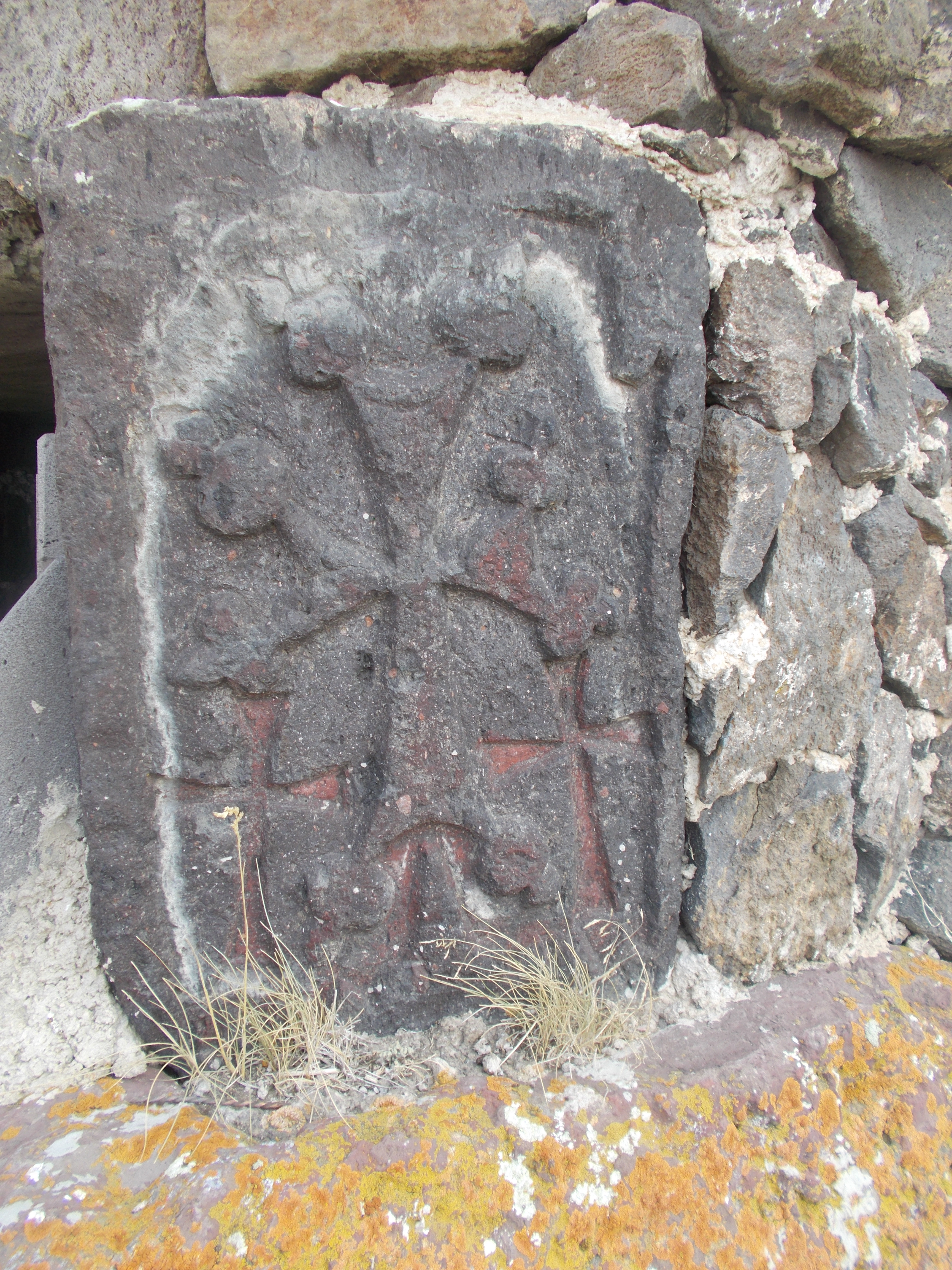
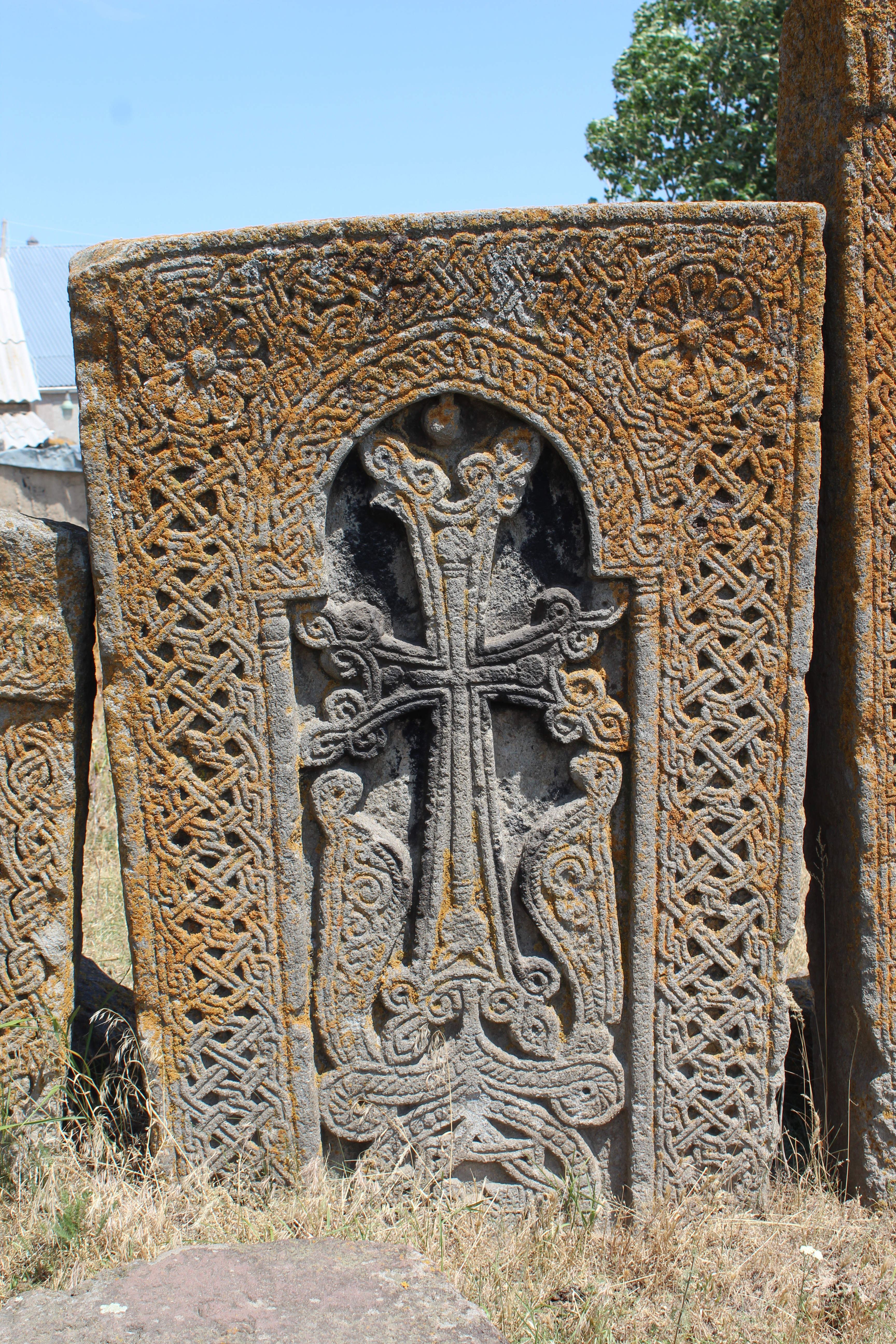
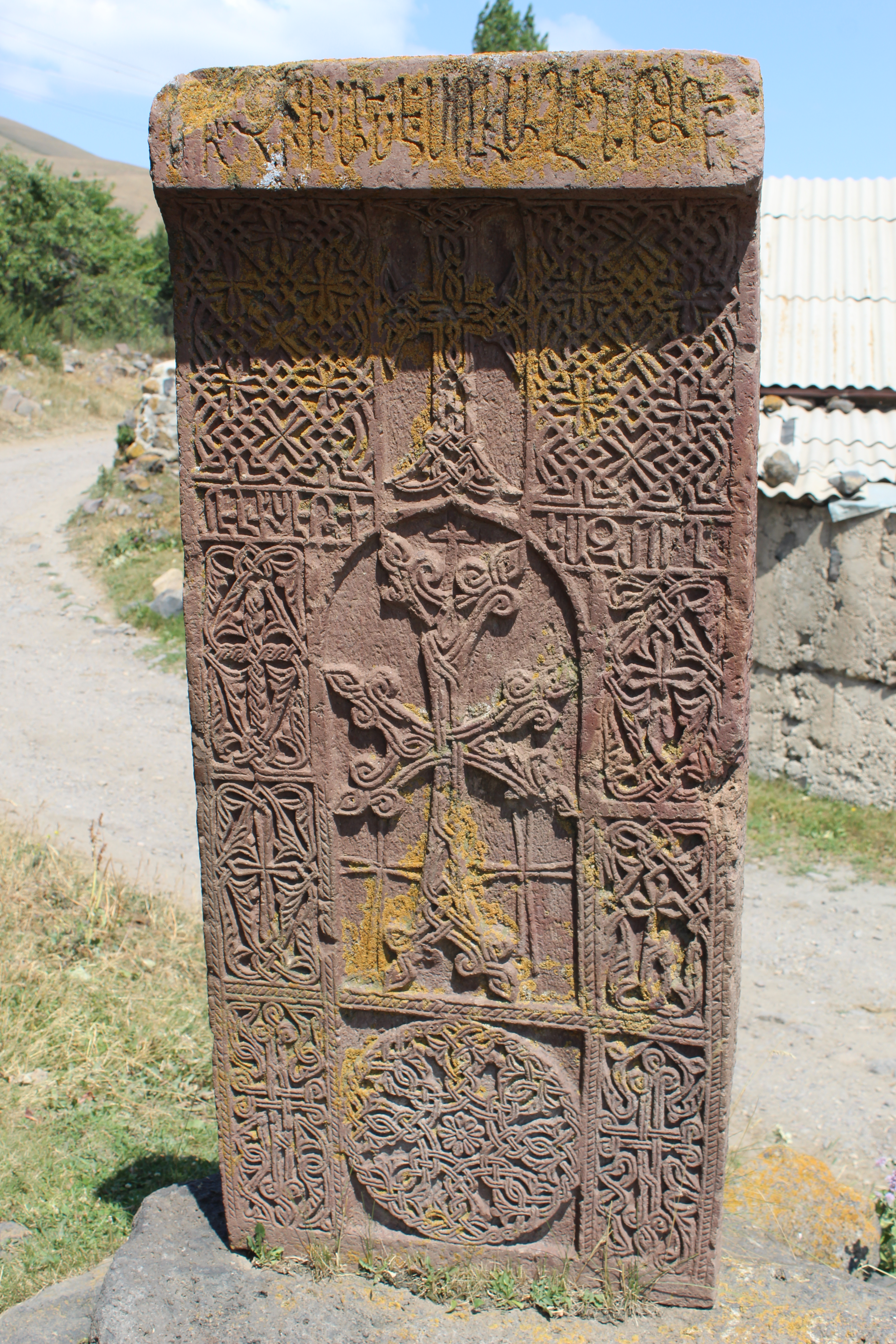
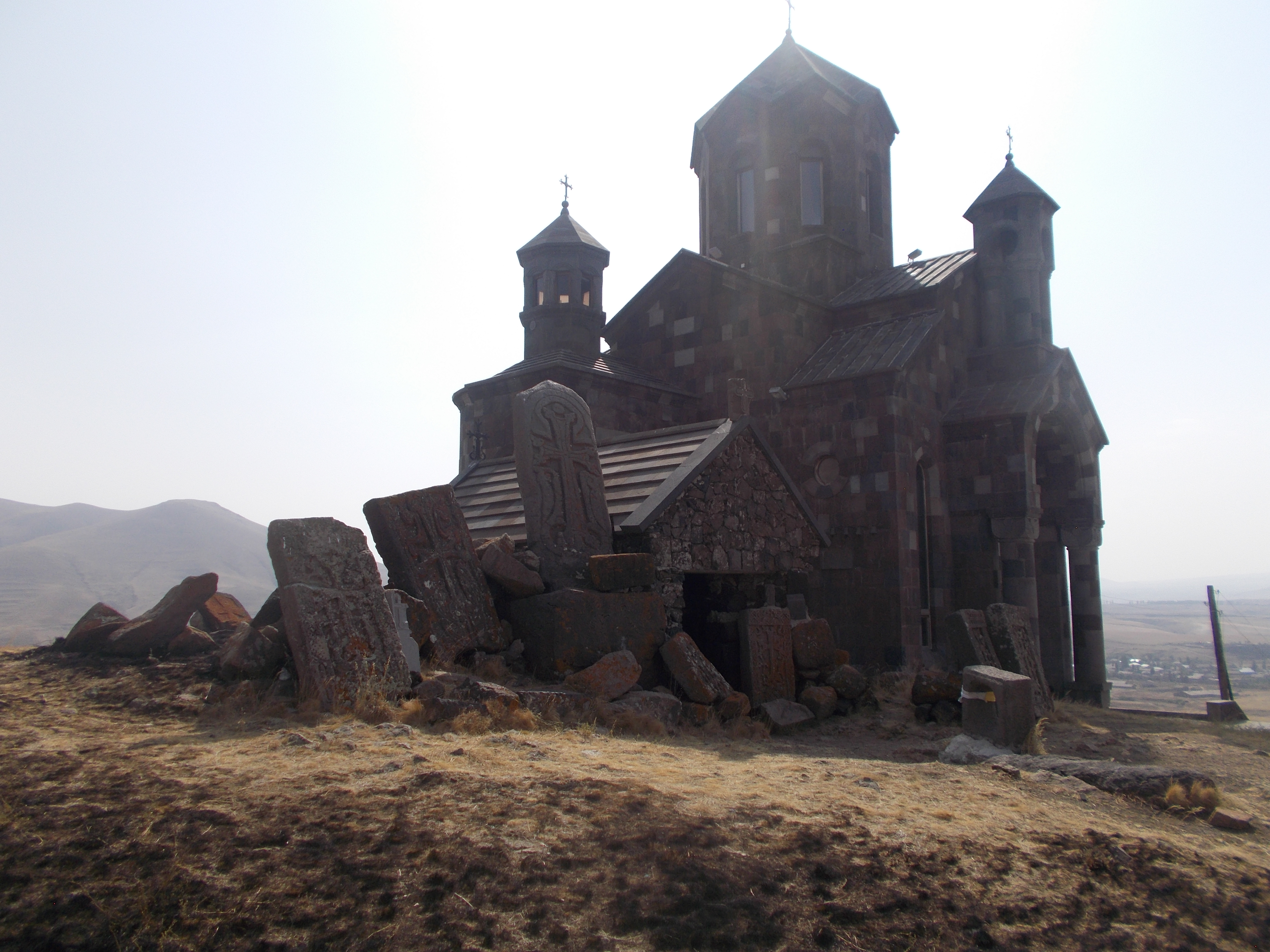
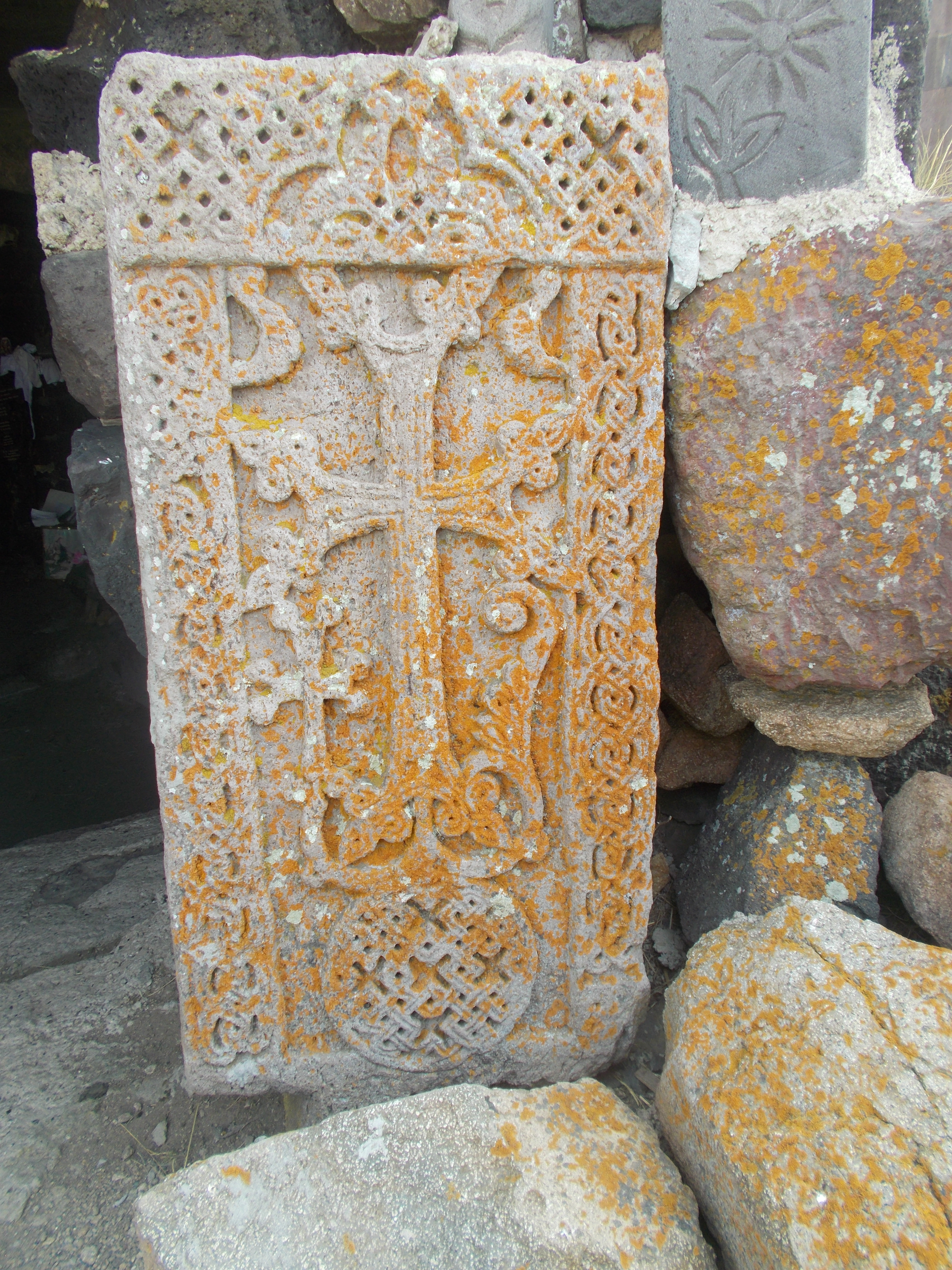
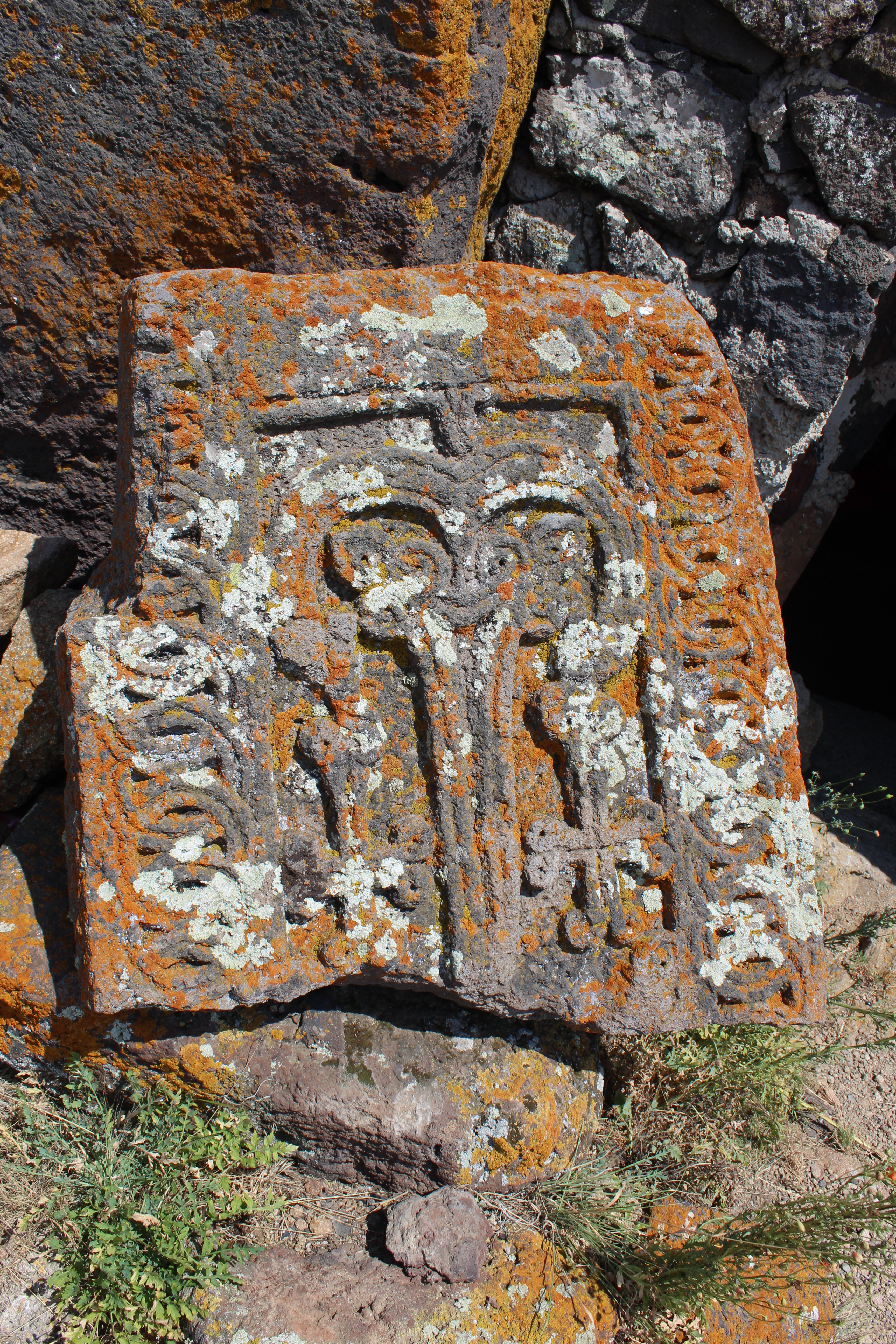
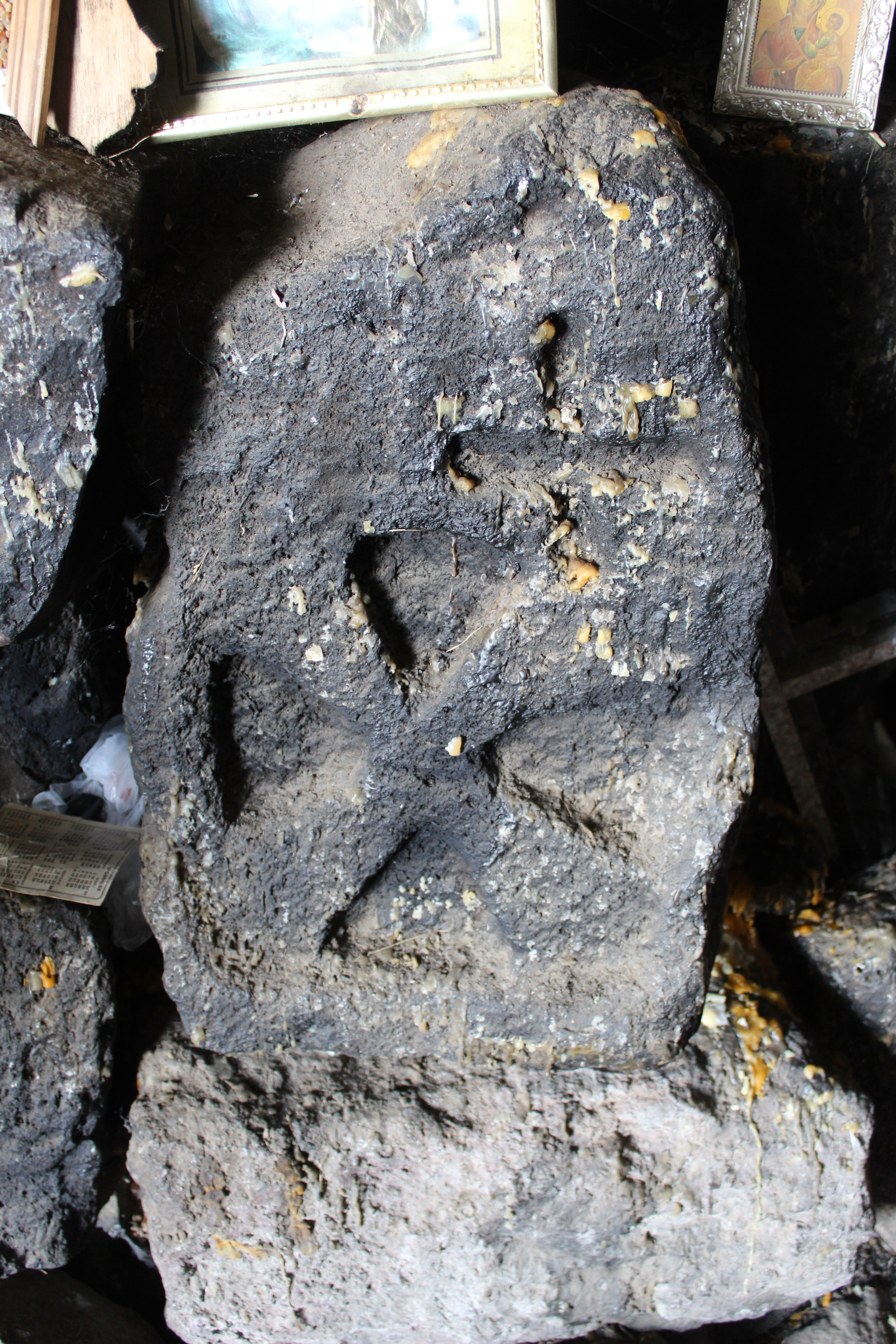
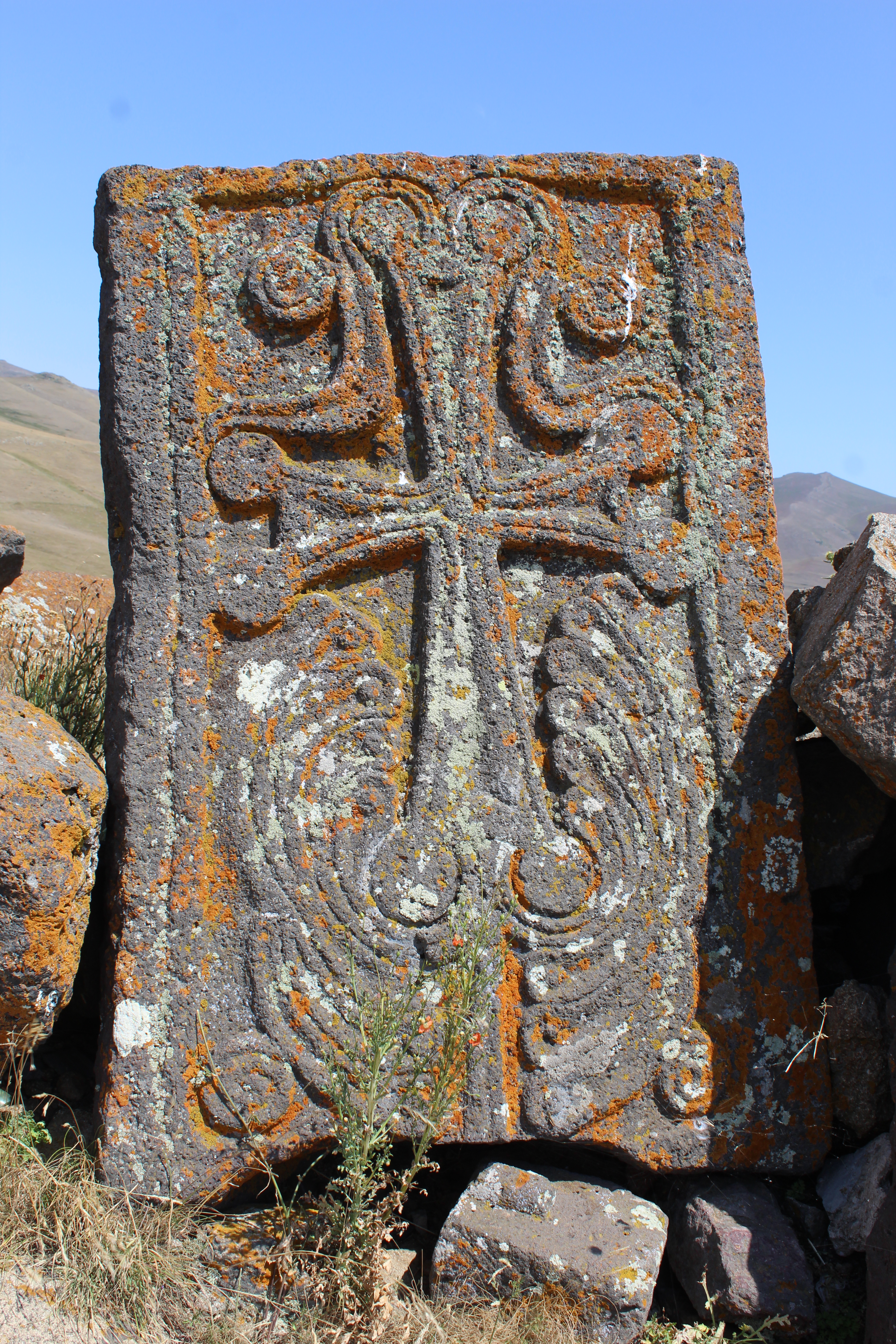
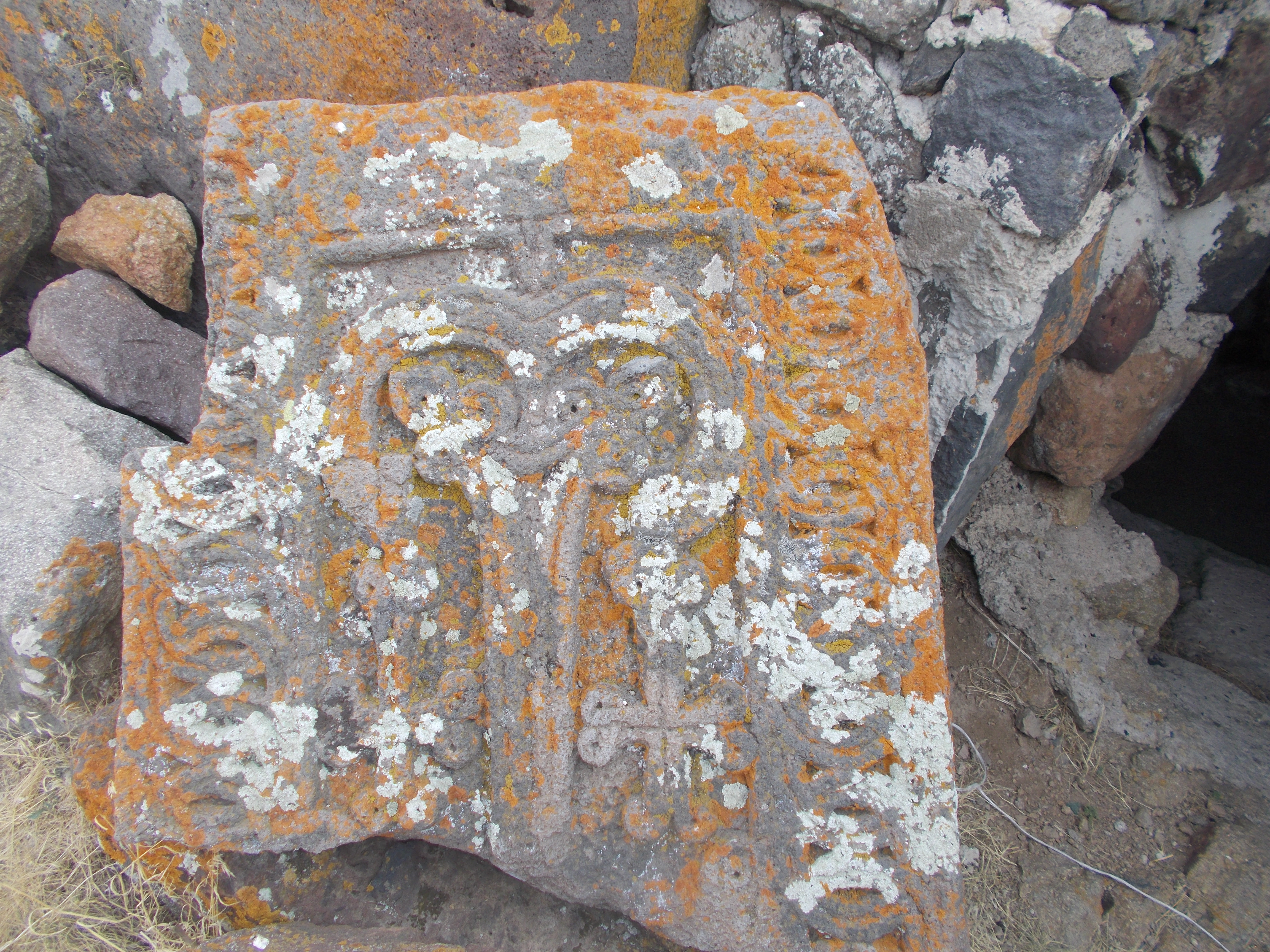
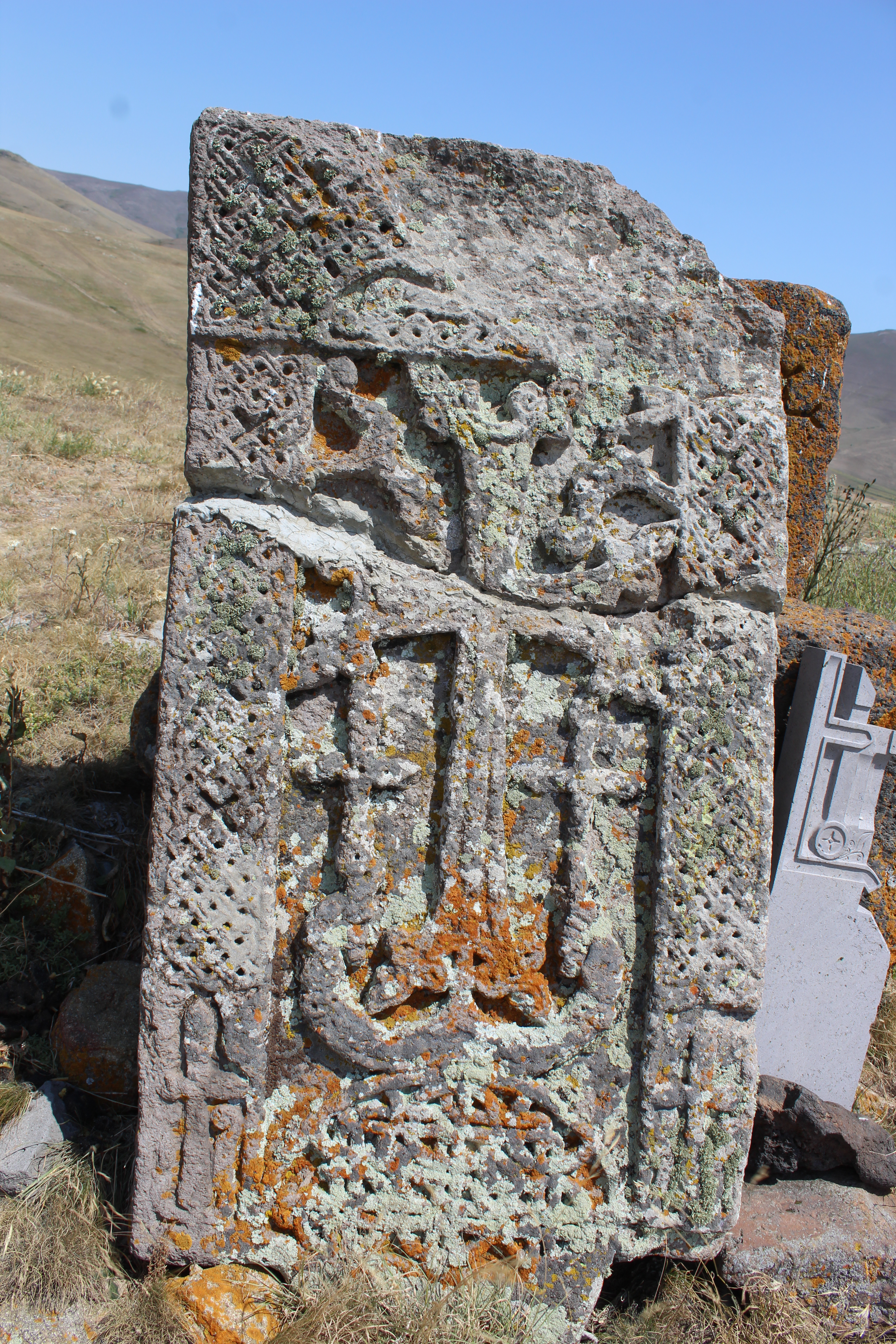
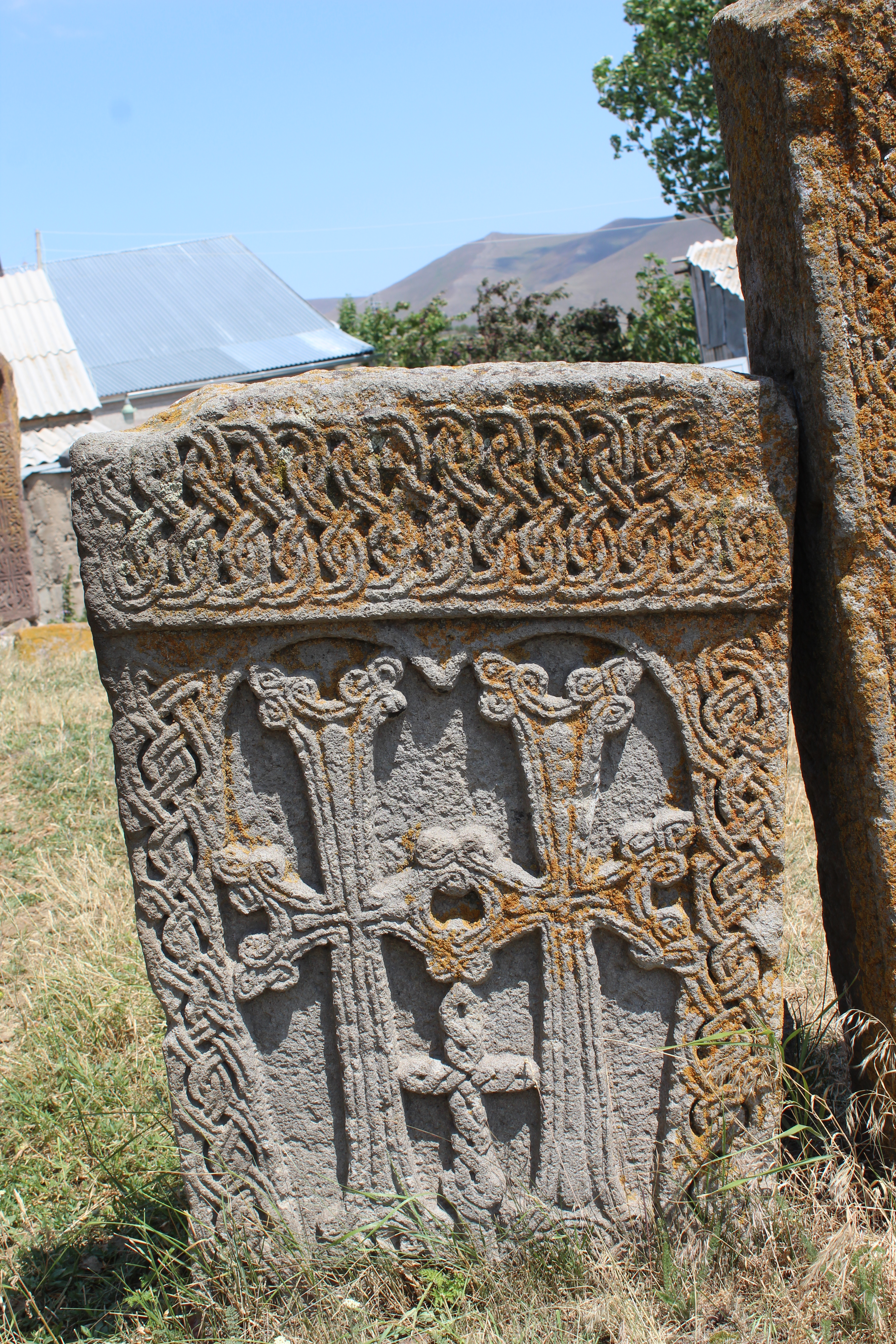
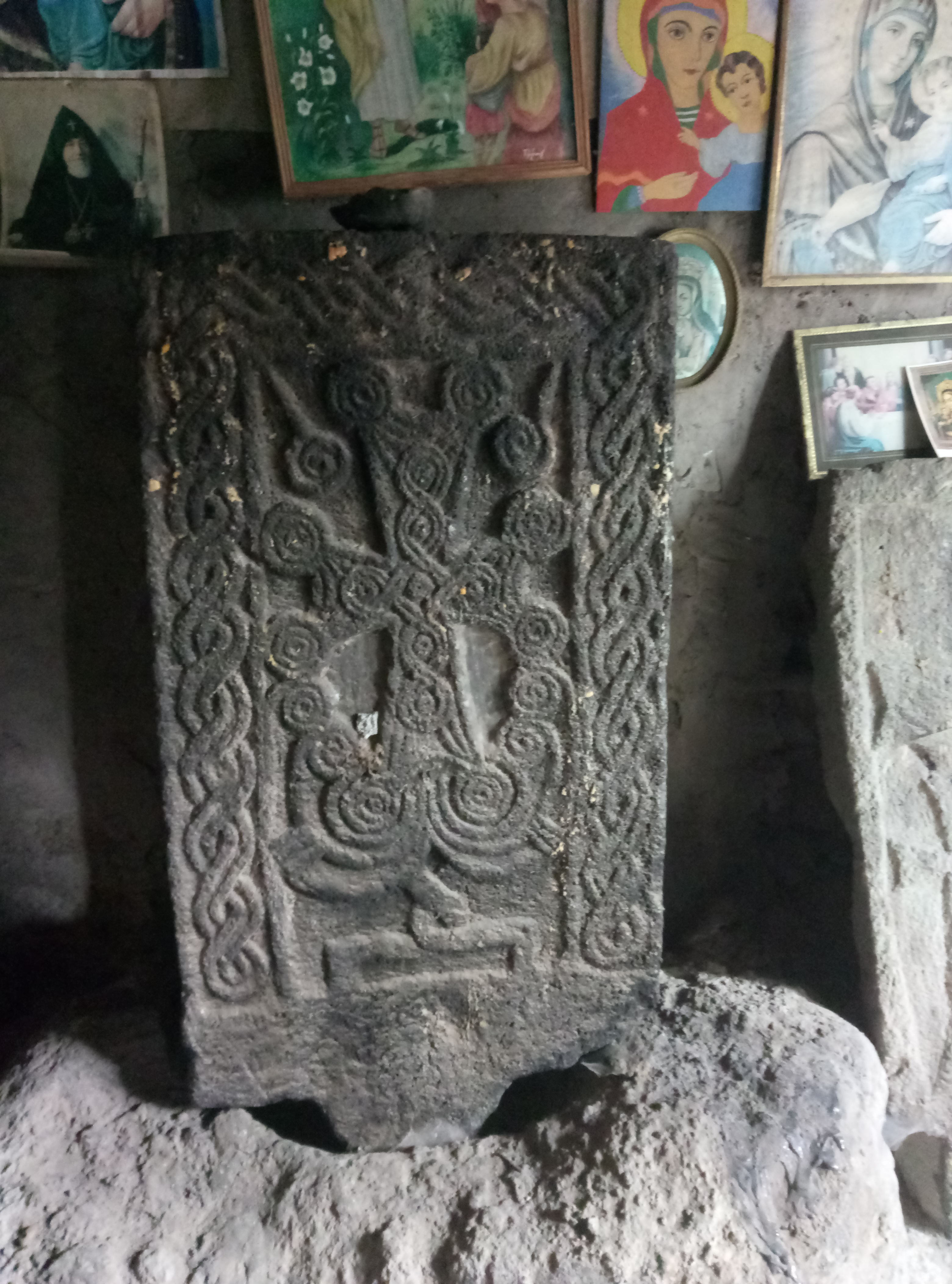
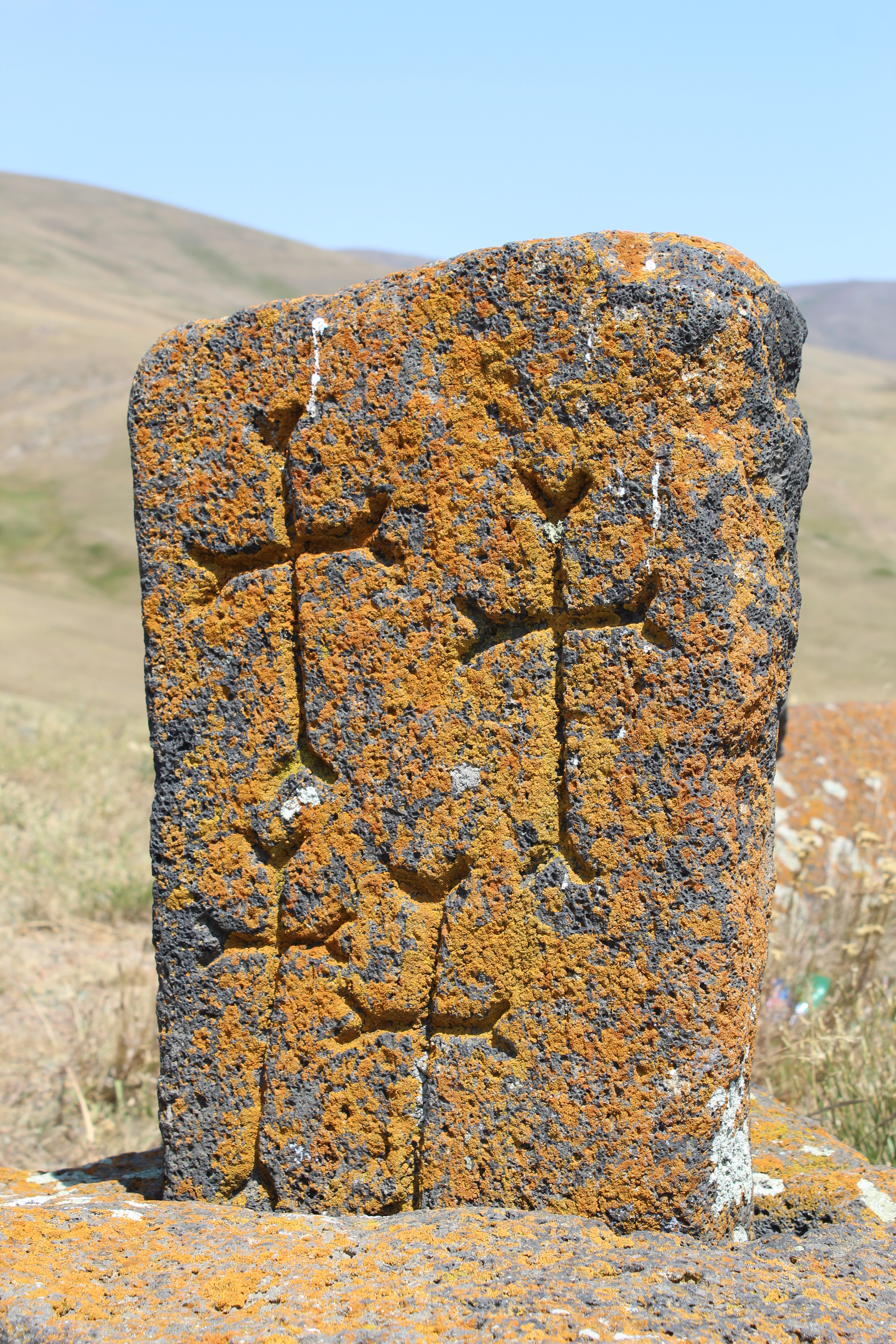
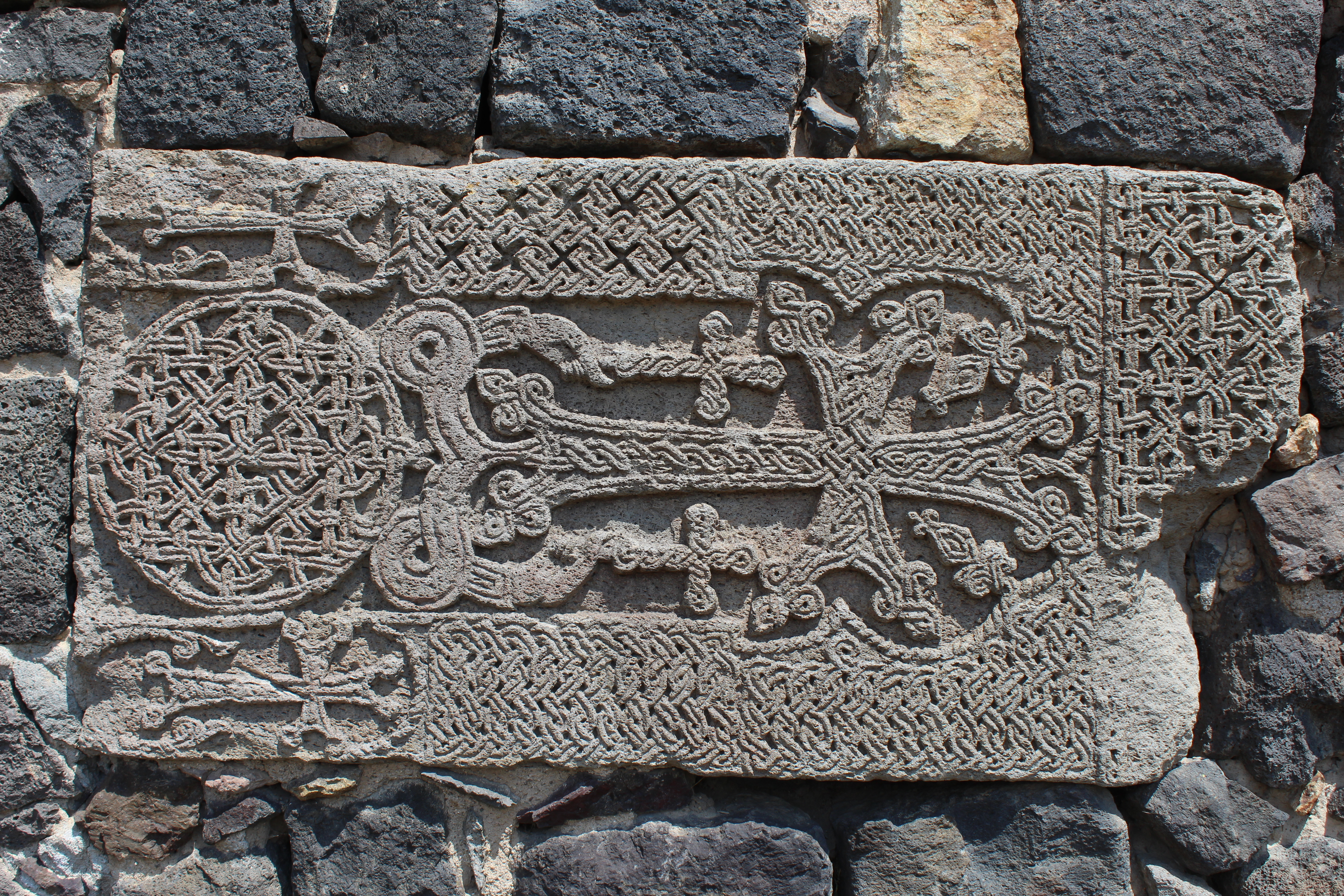
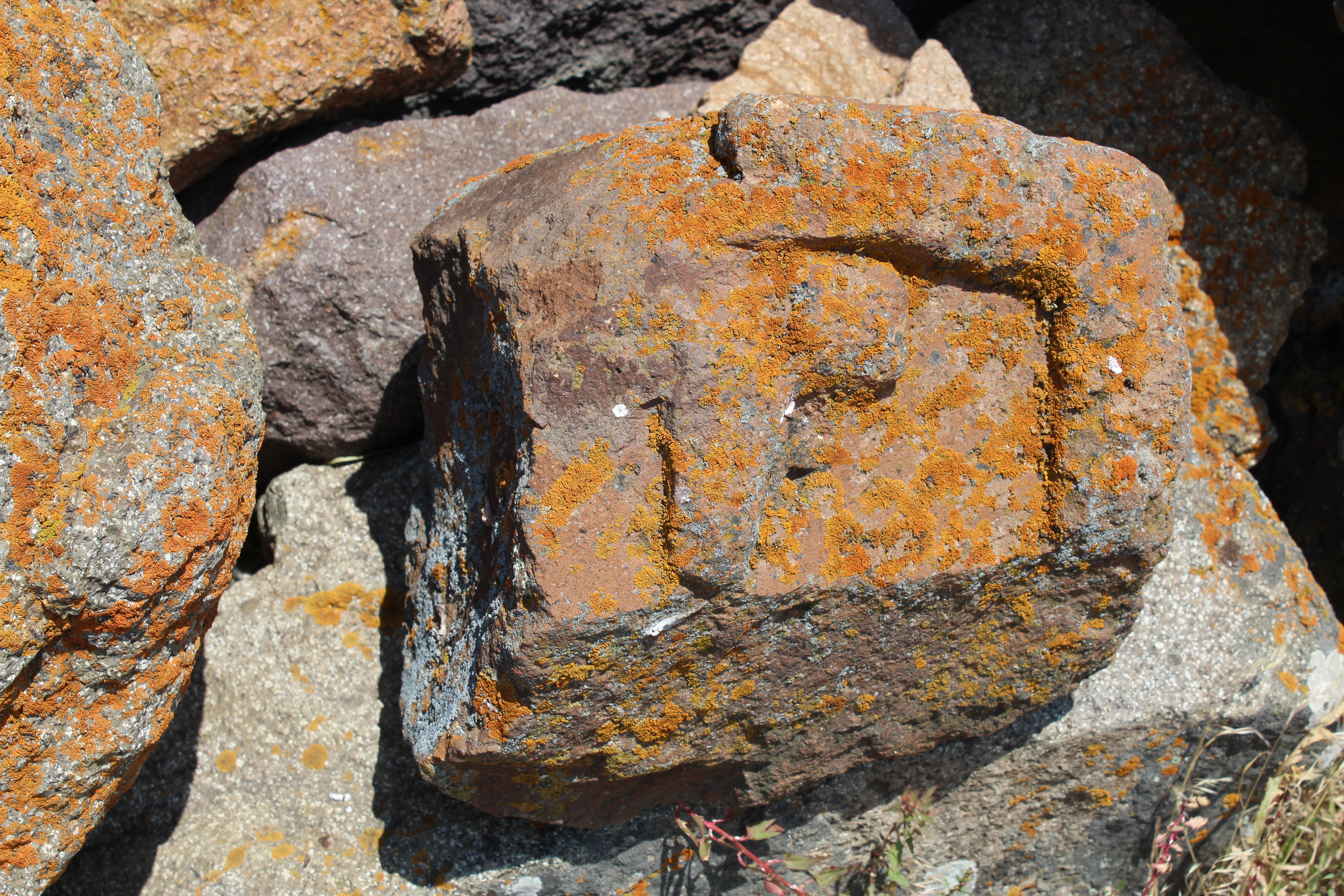